# OSIRIS-REx
Pour les articles homonymes, voir Osiris (homonymie).

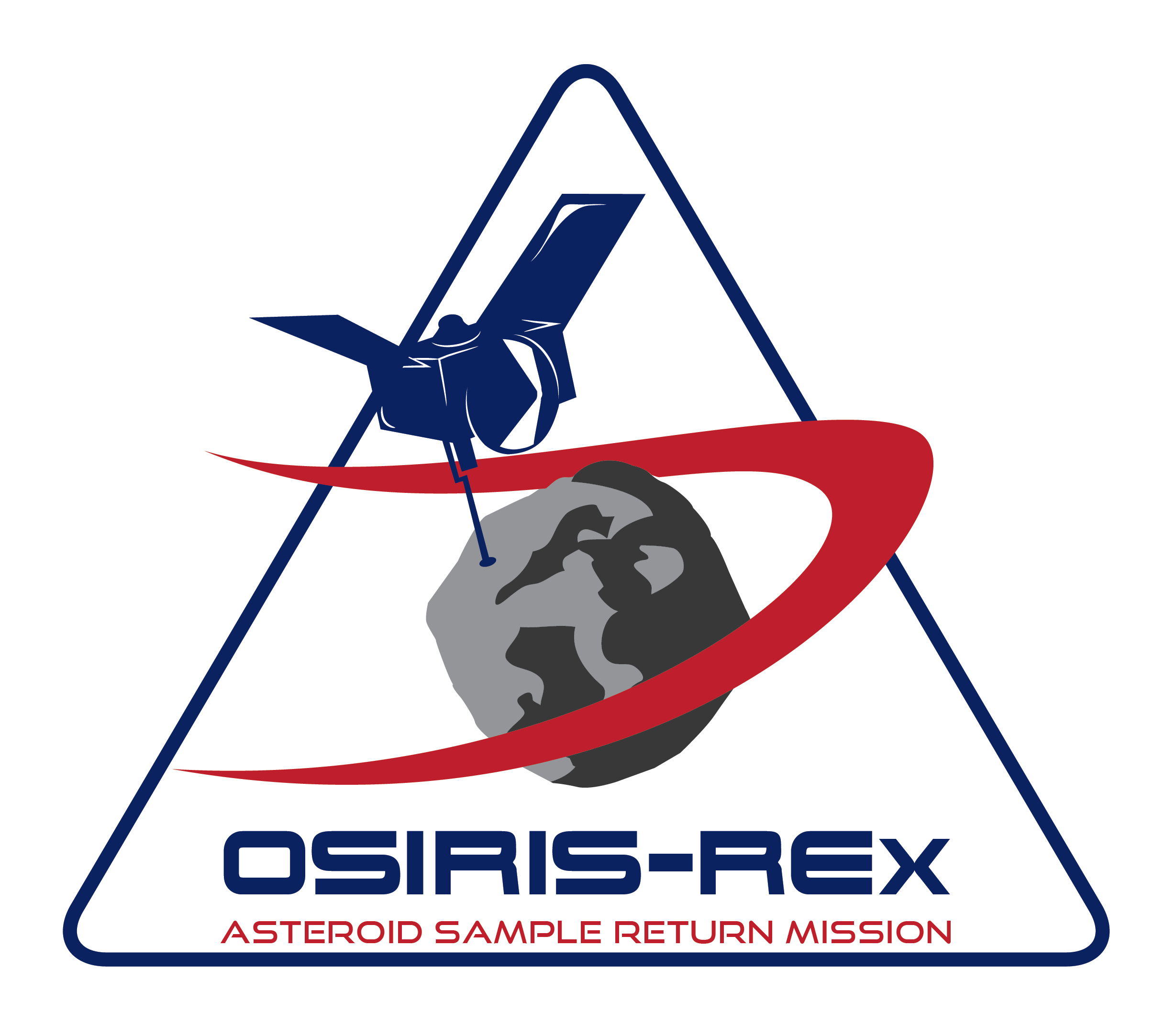
Logo de la mission.

OSIRIS-REx (acronyme de Origins-Spectral Interpretation-Resource Identification-Security-Regolith Explorer) est une mission de la NASA (l'agence spatiale américaine), qui a pour objectif d'étudier l'astéroïde Bénou et de ramener un échantillon de son sol sur Terre. La sonde spatiale est lancée le 8 septembre 2016 par une fusée Atlas V 411. Bénou est un astéroïde de type Apollon, dont l'orbite croise celle de la Terre (astéroïde géocroiseur), sélectionné pour cette mission pour deux raisons :  il a très peu évolué depuis la formation du système solaire et son orbite, proche de celle de la Terre, facilite son approche. 
La sonde spatiale d'environ deux tonnes emporte plusieurs caméras, des spectromètres pour déterminer la composition de la surface et un altimètre destiné à dresser une carte topographique de l'astéroïde. Les données recueillies in situ  doivent contribuer à améliorer nos connaissances sur le processus de formation et d'évolution du Système solaire. Mais l'objectif principal de la mission est de ramener sur Terre un échantillon de sol de l'astéroïde qui permettra, grâce à la puissance des instruments disponibles dans les laboratoires terrestres, d'isoler éventuellement les composants primordiaux du Système solaire que l'astéroïde a théoriquement préservés. 
La mission OSIRIS-REx, proposée par une équipe scientifique de l'université de l'Arizona, est sélectionnée en mai 2011. C'est la troisième sonde spatiale du programme New Frontiers de la NASA, qui regroupe des missions interplanétaires de classe moyenne, dont le coût hors lancement est plafonné à 800 millions de dollars américains. La sonde spatiale, après deux années de transit, se place en orbite autour de l'astéroïde Bénou début décembre 2018. Après une phase de reconnaissance et d'étude, la sonde spatiale effectue le prélèvement des échantillons de sol de l'astéroïde (122 grammes) le 20  octobre 2020. Le retour sur Terre de la capsule contenant ces échantillons a eu lieu le 24 septembre 2023. La sonde spatiale doit alors débuter une nouvelle mission ayant pour objectif l'étude de l'astéroïde géocroiseur Apophis autour duquel elle se placera en orbite en 2029.

## Contexte

### Les astéroïdes vestiges de la formation du système solaire
Les astéroïdes sont les témoins de la formation et de l'évolution du Système solaire à partir du nuage de gaz originel. Leur composition est pratiquement inchangée depuis leur création, contrairement à celle des autres corps du Système solaire comme les planètes. Aussi les astéroïdes contiennent-ils des informations inédites sur le processus de la formation du Système solaire, qui peuvent être révélées par l'analyse d'un échantillon de sol. Il se peut également que les astéroïdes porteurs de composés organiques et d'acides aminés aient joué un rôle décisif dans l'apparition de la vie sur la Terre, en ensemençant sa surface stérilisée par le grand bombardement tardif. 

### Apport d'une mission de retour d'échantillons
Une mission spatiale effectuant une étude in situ est envisageable, mais les instruments, que peut emporter un engin spatial, ont des capacités limitées, car leur masse ne peut excéder quelques dizaines de kilogrammes. Seule une mission de retour d'échantillons sur Terre permet de tirer des informations précises, grâce à la puissance des instruments des laboratoires terrestres. Au moment de la sélection de la mission OSIRIS-REx en 2011, seule la sonde spatiale japonaise Hayabusa est parvenue à rapporter un échantillon du sol d'un astéroïde (en 2010), mais la quantité prélevée est particulièrement faible et l'astéroïde étudié fait partie d'une population qui a moins bien préservé les caractéristiques du matériau à l'origine du Système solaire. Une deuxième sonde japonaise aux objectifs similaires, Hayabusa 2 est lancée en 2014. De son côté, l'agence spatiale américaine, la NASA, sélectionne la mission OSIRIS-REx en 2011 pour ramener également des échantillons de sol d'un astéroïde.

## Historique du projet

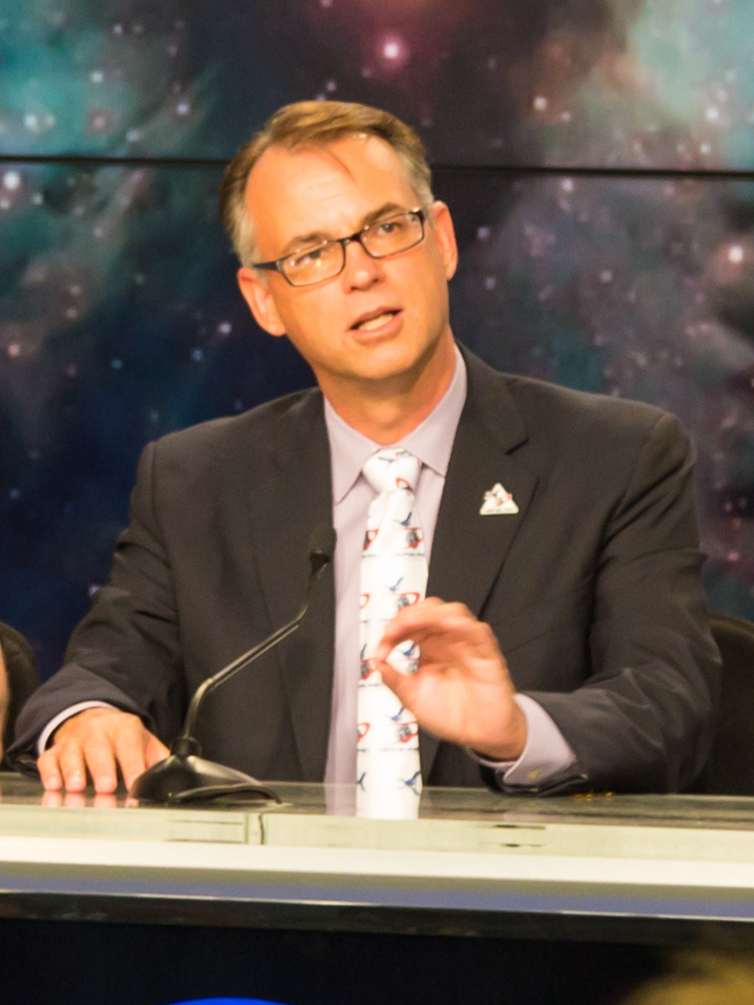
Dante Lauretta responsable scientifique de la mission.

La mission OSIRIS est proposée pour la première fois à la NASA par une équipe scientifique de l'université de l'Arizona, dans le cadre du programme Discovery de 2004. Elle n'est pas sélectionnée, mais est proposée à nouveau en 2009, dans le cadre du programme New Frontiers bénéficiant d'un budget plus important. Elle est sélectionnée en 2011 et sa construction débute chez le constructeur Lockheed en 2014.

### Premières propositions

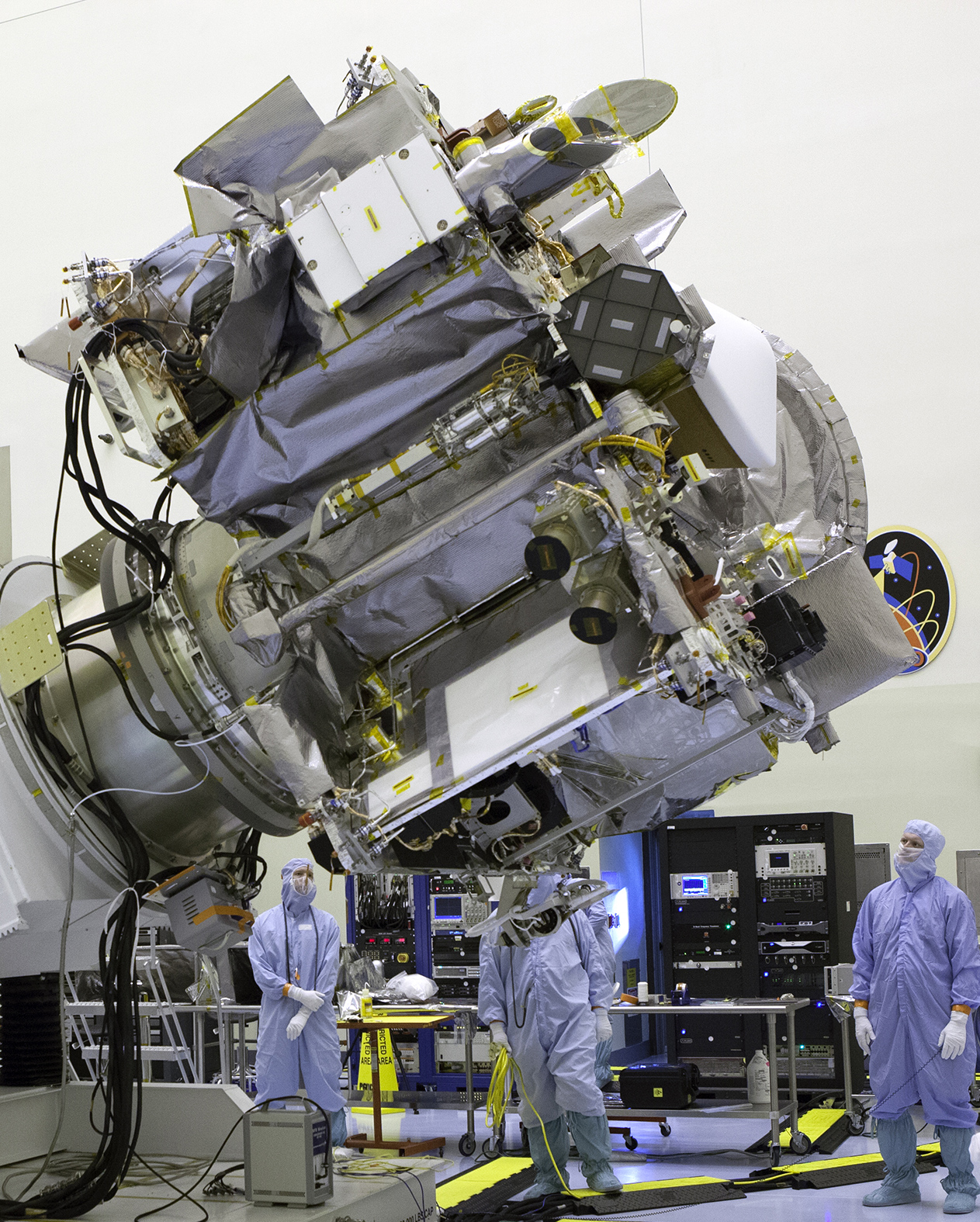
Cette vue dOSIRIS-REx au centre spatial Kennedy permettant d'apercevoir sa structure interne.

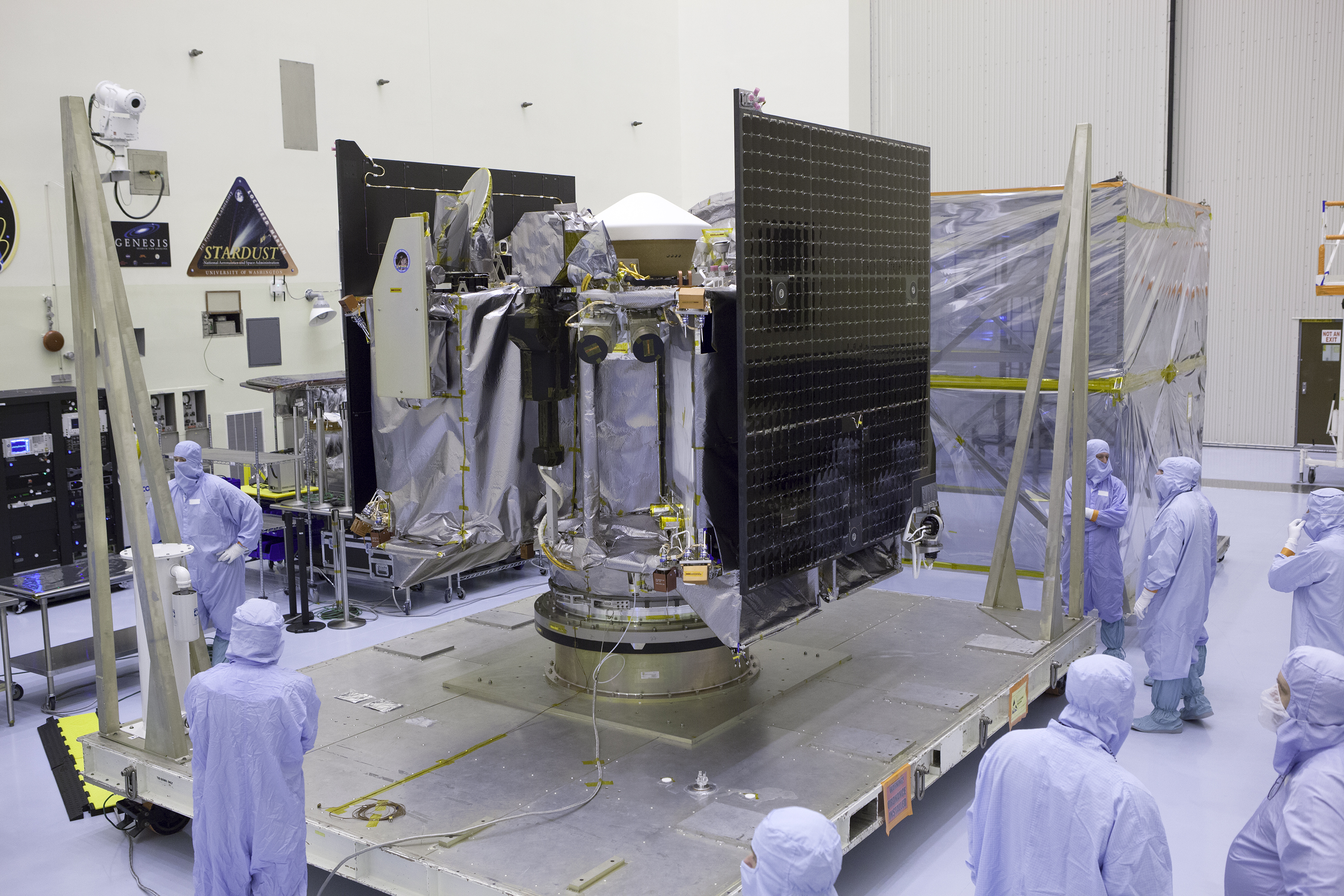
La sonde spatiale complètement assemblée au centre spatial Kennedy peu avant son lancement.

Une mission de retour d'échantillon du sol d'un astéroïde est proposée pour la première fois en 2004, par l'université de l'Arizona, en collaboration avec le constructeur Lockheed Martin Space Systems sous l'appellation OSIRIS,  dans le cadre de l'appel à candidature pour la 8e mission du programme Discovery. Durant la mise au point de la proposition, deux modifications cruciales interviennent. Il était prévu initialement la collecte d'échantillons du sol de deux astéroïdes, avec l'emport de deux capsules distinctes, mais la complexité de la trajectoire de retour sur Terre et le coût induit conduisent l'équipe projet à abandonner la visite d'un deuxième astéroïde. Par ailleurs, il a été décidé dès le départ de reprendre la conception de la capsule de retour d'échantillon utilisée par la sonde Stardust (lancée en 1999 et qui devait revenir sur Terre en 2011). Comme pour cette sonde spatiale, le bras porteur et le système de collecte sont contenus dans la capsule et se déplient, puis se replient après usage, dans celle-ci. Mais la nécessité d'intégrer un bras long de 2 mètres doté de 5 articulations motorisées dans une capsule de petite taille, conduisent à l'abandon de cette solution et à l'adoption du système TAGSAM détaillé plus haut dans l'article. Finalement, aucune mission n'est sélectionnée par la NASA en 2004, mais un deuxième appel d'offres est lancé l'année suivante. Le projet de mission est soumis dans une version modifiée, avec le recours à une plateforme identique à celle de 2001 Mars Odyssey et caractérisée par un panneau solaire unique et incliné. Le projet fait partie de ceux sélectionnés par la NASA pour une étude plus approfondie (phase A). En détaillant sa proposition, l'équipe projet constate que le recours à un panneau solaire unique est une erreur de conception, car la pression de radiation exercée sur celui-ci ne peut pas s'équilibrer avec la force de gravité, ce qui perturbe l'équilibre délicat de l'engin durant son séjour près de l'astéroïde. Le panneau solaire unique est abandonné au profit de deux panneaux montés symétriquement par rapport au centre de masse de la sonde spatiale. Bien que la proposition ait été appréciée par le comité de sélection, tant sur le plan scientifique que technique, le projet de mission lunaire Grail lui a été préféré,.

### Sélection dans le cadre du programme New Frontiers
Le programme New Frontiers, qui permet de financer des missions plus coûteuses que le programme Discovery, lance un appel à propositions en 2008. Parmi les objectifs prioritaires identifiés dans le cadre de cet appel à candidature figure le retour d'un échantillon d'astéroïde, ce qui donne toutes ses chances au projet de l'université de l'Arizona. Le nom de la proposition remaniée reçoit le suffixe REx, pour le démarquer de la précédente proposition, conçue pour un budget pratiquement deux fois plus faible. La plateforme de Mars Odyssey est abandonnée au profit de la plateforme de MRO de plus grande taille. Le diamètre de l'antenne grand gain passe de 1,3  à   2 mètres, ce qui permet un débit de données plus important.
En décembre 2009, OSIRIS-REx fait partie des trois projets présélectionnées par la NASA. Les deux autres missions sont SAGE (Surface and Atmosphere Geochemical Explorer) et MoonRise, respectivement une mission d'atterrisseur sur Vénus et une sonde chargée de ramener des échantillons du pôle sud de la Lune. En janvier 2010, les missions SAGE et OSIRIS-REx franchissent la deuxième étape de la sélection. Le 25 mai 2011, la NASA annonce la sélection d'OSIRIS-REx avec une date de lancement prévisionnelle en 2016.

### De la conception aux tests
La mission, d'un coût de 800 millions de dollars américains, en n'incluant pas le coût du lancement, est proposée et conçue par le Laboratoire lunaire et planétaire de l'université de l'Arizona, sous la responsabilité de son directeur Michael Drake. Le centre de vol spatial Goddard de la NASA pilote le projet. La société Lockheed est chargée de construire la sonde spatiale.
Plusieurs campagnes de test sont menées avant et après la sélection de la mission pour vérifier que le mécanisme retenu pour prélever les échantillons au sol peut remplir son objectif dans les conditions de la mission (gravité, vide, nature du sol). Elles impliquent notamment des essais du système de prélèvement à bord d'avions effectuant des vols paraboliques permettant de simuler la gravité très faible à la surface de Bénou. En  avril 2014, le projet passe la phase de Revue critique de définition (CDR) et le lancement de sa fabrication est approuvé par un comité constitué d'experts indépendants et de représentants de la NASA. La construction de la structure centrale s'achève fin mars 2015. Le premier instrument scientifique, OVIRS, est livré pour intégration en juin 2015. L'assemblage de la sonde spatiale s'achève fin octobre 2015. Durant les 5 mois suivants, OSIRIS-Rex subit une batterie de tests destinés notamment à vérifier sa tenue aux températures extrêmes et face aux vibrations générées par le lancement. En mai 2016, la sonde spatiale est transportée par route puis par avion, depuis l'établissement de Lockheed situé à Denver (Colorado), où elle est assemblée, jusqu'au centre spatial Kennedy en Floride. Là, elle subit de nouveau une batterie de tests avant d'être fixée au sommet de son lanceur.

## Objectifs
Les objectifs de la mission OSIRIS-REx sont les suivants, :
- L'objectif principal de la mission est de ramener sur Terre des échantillons de régolithe d'un astéroïde, pour en étudier la nature, la genèse et déterminer ses composants minéraux et organiques. Ce type d'astéroïde pourrait fournir des informations sur les premières étapes de la formation du système solaire. Bénou pourrait contenir les molécules ayant participé à l'apparition de la vie sur Terre et à la création de ses océans. Le retour des échantillons sur Terre permet d'effectuer des analyses avec une précision beaucoup plus importante que ce que permet l'étude par des instruments embarqués, dont la taille et donc la sophistication sont limitées. Une fois sur Terre, on peut manipuler l'échantillon et modifier les conditions expérimentales en exploitant les progrès de la technologie et de la connaissance ;
- Les données recueillies doivent permettre d'établir une carte des caractéristiques générales, chimiques et minéralogiques d'un astéroïde primitif pour reconstituer son histoire géologique et son évolution, ainsi que pour fournir le contexte des échantillons ;
- Documenter le site sur lequel les échantillons sont prélevés en caractérisant la texture, la morphologie, les composants et les propriétés spectrales du régolithe du site avec une résolution inférieure au millimètre ;
- Mesurer l'effet Yarkovsky. L'orbite des objets célestes circulant dans le système solaire est déterminée par l'influence du Soleil et des planètes les plus massives. Les scientifiques ont une bonne connaissance des orbites futures de ces corps, ce qui permet de prévoir avec précision la trajectoire future des objets de plus petite taille. Toutefois, l'orbite des objets de faible masse (moins de 20 kilomètres de diamètre) est également influencée par l'effet Yarkovsky : cette force, non gravitationnelle, résulte de la restitution sous forme de rayonnement infrarouge de l'énergie solaire absorbée par la surface du petit corps céleste. Faute d'une modélisation précise de l'influence de cette poussée, il est difficile de déterminer l'orbite des petits corps à long terme et donc de prévoir les risques de collision avec la Terre lorsque ces objets circulent sur une orbite proche de notre planète. Un des objectifs de la mission est de déterminer les caractéristiques de l'astéroïde qui influent sur la déviation exercée par l'effet Yarkovsky.
- Bénou constitue un des astéroïdes géocroiseurs qui présente l'un des plus forts risques de collision avec la Terre au cours du siècle à venir. La connaissance de ses caractéristiques physiques et chimiques est un élément important pour la mise au point de contre-mesures.
- Les connaissances recueillies sont également importantes pour évaluer le potentiel des ressources contenues dans ce type d'astéroïde (eau, produits organiques et métaux précieux).

## L'astéroïde Bénou

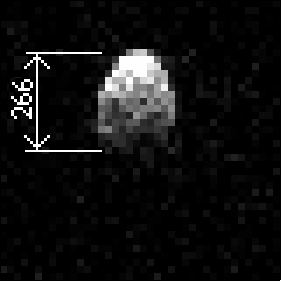
Image radar de Bénou réalisée en 1999 avec l'antenne de Goldstone.

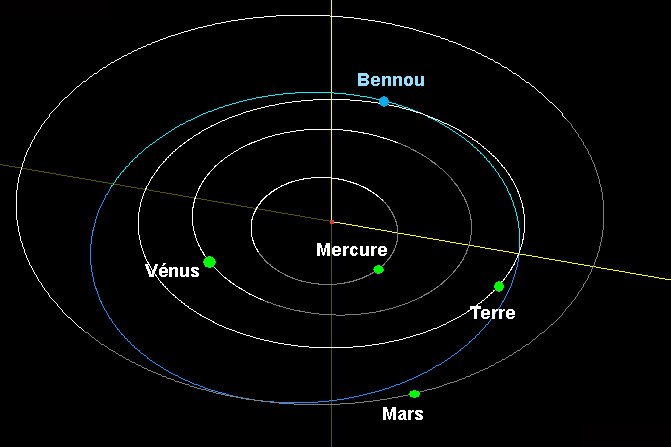
L'orbite de l'astéroïde Bénou (ici en bleu) coupe celle de la Terre. Sur cette carte figurent sa position et celle des planètes au 6 septembre 2016 en astronomie.

La cible de la mission OSIRIS-REx est l'astéroïde (101955) Bénou (anciennement dénommé 1999 RQ36), qui a été  découvert en 1999. Bénou a un diamètre d'environ 500 mètres et décrit une orbite de 1,2 an autour du Soleil. Sa masse est évaluée à environ 7,8 × 1010 kilogrammes. Il s'agit d'un astéroïde Apollon, c'est-à-dire qu'il fait partie d'une classe d'astéroïdes dont l'orbite, à son périhélie coupe celle de la Terre ou s'en approche de très près et à son aphélie, est beaucoup plus éloignée du Soleil. Il s'agit donc d'un objet géocroiseur, qui a une probabilité cumulée de 1 sur 2 700 de percuter notre planète entre 2175 et 2199.   Son orbite est bien connue, mais doit être affinée par la mission. Bénou est choisi parce qu'il fait partie des rares astéroïdes présentant l'ensemble des caractéristiques suivantes :
- Bénou est un astéroïde de type B, c'est-à-dire qu'il fait partie des corps les plus primitifs du Système solaire, ayant subi peu de transformation depuis sa création, il y a plus de 4,5 milliards d'années. Les objectifs scientifiques de la mission imposent le choix d'astéroïdes de cette catégorie. Ce type d'astéroïde peut contenir des volatils et des molécules organiques telles que les acides aminés, qui peuvent être à l'origine de l'apparition de la vie sur Terre et constituent des facteurs importants permettant de déterminer le potentiel d'apparition de la vie ailleurs que sur Terre. Les observations de Bénou, effectuées à l'aide de télescopes, suggèrent que la surface de Bénou est effectivement riche en carbone.
- Bénou circule sur une orbite proche de la Terre, à une distance comprise entre 0,7  et   1,4 unité astronomique du Soleil et sur un plan orbital s'écartant faiblement de celui de la Terre (inclinaison orbitale de six degrés). Cette caractéristique permet de limiter la quantité d'ergols nécessaire pour réaliser un rendez-vous entre la sonde spatiale et l'astéroïde, puis ramener l'échantillon de sol sur Terre ;
- la vitesse de rotation des petits corps célestes est d'autant plus importante que leur diamètre est faible. Lorsque la vitesse de rotation est élevée, il devient difficile de synchroniser le déplacement d'une sonde spatiale avec celui de la surface et donc de réaliser des opérations de prélèvement. Avec un diamètre de 492 mètres, Bénou a une vitesse de rotation suffisamment faible (la durée d'un jour y est de quatre heures) pour permettre un prélèvement dans de bonnes conditions ;

Le nombre de candidats répondant à tous ces critères est restreint : sur le demi-million d'astéroïdes identifiés, 7 000 sont des géocroiseurs, dont 192 ont une orbite optimale pour un retour d'échantillon sur Terre. Parmi ces derniers, 26 ont un diamètre supérieur à 200 mètres, dont cinq sont de type B.

## Architecture de la mission

Animation montrant la trajectoire de Bénou et de la sonde spatiale entre son lancement en 2016 et son survol de la Terre en 2023
OSIRIS-REx
101955 Bénou
Terre
Soleil.

Ramener un échantillon de sol d'un astéroïde est une tâche complexe. À la distance à laquelle se situe l'astéroïde, la sonde spatiale doit enchaîner les tâches de manière autonome, car le délai de transmission entre les opérateurs sur Terre et la sonde spatiale se chiffre en dizaines de minutes. Or un astéroïde a une forme irrégulière qui rend la navigation complexe et sa gravité quasi nulle (1/100 000e de celle de la Terre) se prête mal aux opérations au sol, car un engin spatial ne peut être stabilisé de manière passive.
Une des premières décisions de l'équipe du projet OSIRIS-REx a porté sur la manière d'effectuer le prélèvement d'échantillon. Fallait-il faire atterrir l'engin spatial puis effectuer un prélèvement, ou réaliser celui-ci au cours d'un posé-décollé de quelques secondes ? Faire atterrir une sonde spatiale sur un objet où la gravité est aussi faible nécessite un dispositif pouvant le plaquer au sol. L'utilisation d'ancres comme pour Philae est éliminée, car le sol est sans doute constitué d'un gravier non tassé qui rend un tel dispositif inopérant. L'utilisation de moteurs-fusées pour plaquer le vaisseau au sol va à l'encontre de l'objectif visant à prélever un échantillon de sol vierge de toute contamination d'origine terrestre. Même en résolvant le problème de l'atterrissage, il subsiste le problème des variations thermiques subies par la sonde spatiale au sol. L'astéroïde tourne en 4,3 heures et la température de sa surface oscille sur cette période entre 65 °C et 150 °C, ce qui impose des dispositifs de régulation thermique extrême pour OSIRIS-REx. Enfin, la surface de Bénou est sans doute très chaotique et les communications avec la Terre risquent d'être bloquées. Pour toutes ces raisons, la solution du posé-décollé est retenue. Plusieurs méthodes de prélèvement sont évaluées, dont l'utilisation d'une foreuse, d'une pelle, d'un râteau… Finalement deux techniques sont sélectionnées : l'utilisation d'une surface adhésive pour collecter passivement de petits grains à la surface et un système de collecte utilisant des jets d'azote.
Pour s'approcher de la surface et se poser très brièvement (à peine cinq secondes) avec la précision de 25 mètres retenue par l'équipe projet, la sonde spatiale quitte une orbite de sécurité située à un kilomètre de la surface et entame une séquence entièrement automatique, qui comprend 3 étapes, avec une pause à une altitude de 250 mètres et 125 mètres. À chaque étape, la sonde spatiale utilise un altimètre laser pour déterminer l'écart éventuel entre la trajectoire planifiée et réelle et corriger celui-ci.

## Caractéristiques techniques de la sonde spatiale
OSIRIS-REx est une sonde spatiale de masse moyenne (environ 2 tonnes) dont plus de la moitié est constituée d'ergols. Elle est en grande partie dérivée des sondes spatiales martiennes MRO et MAVEN. La charge utile comprend un ensemble d'instruments scientifiques destinés principalement à cartographier et analyser la composition de la surface de l'astéroïde, d'un équipement destiné à prélever un échantillon du sol (TAGSAM) et d'une petite capsule destinée à ramener sur Terre l'échantillon de sol de l'astéroïde en résistant à l'échauffement généré par la rentrée atmosphérique.

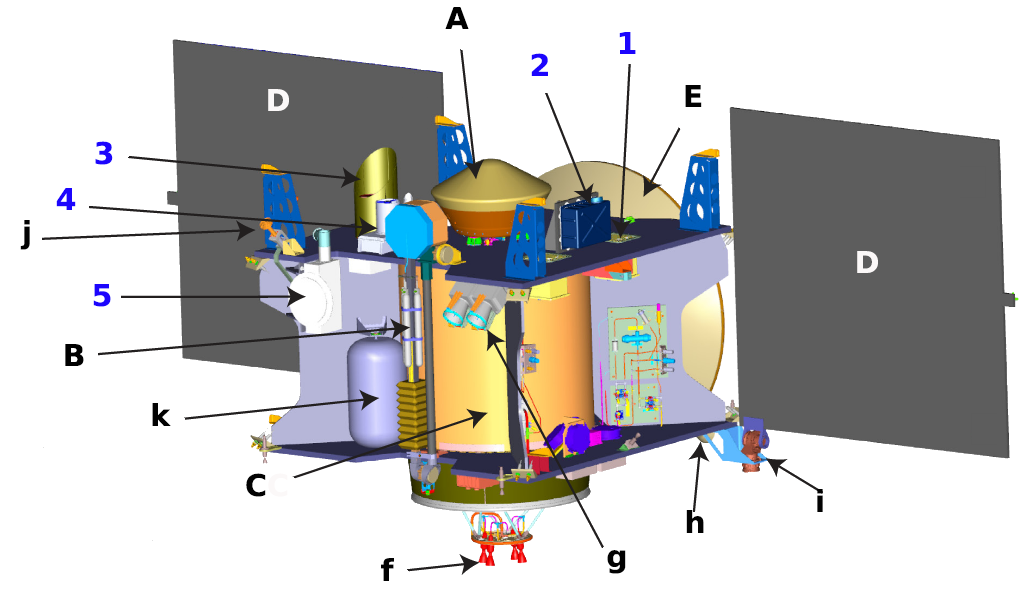
Diagramme de la sonde spatiale OSIRIS-REx : A : capsule échantillon SRC ; B : système de prélèvement TAGSAM ; C : structure dérivée de celle de MRO ; D : panneaux solaire de 8.5 m2 ; E : antenne grand gain de 2 mètres de diamètre ; F : moteurs-fusées de 200 N de poussée ; G : viseurs d'étoiles ; H : antenne moyen gain ; I : articulation des panneaux solaires avec deux degrés de liberté ; J : antenne faible gain ; K : réservoir d'hélium ; 1 : Lidar ; 2 : altimètre OLA ; 3 : caméras OCAMS ; 4 : spectromètre OTES ; 5 : spectromètre infrarouge OVIRS.

### Caractéristiques générales

#### Structure

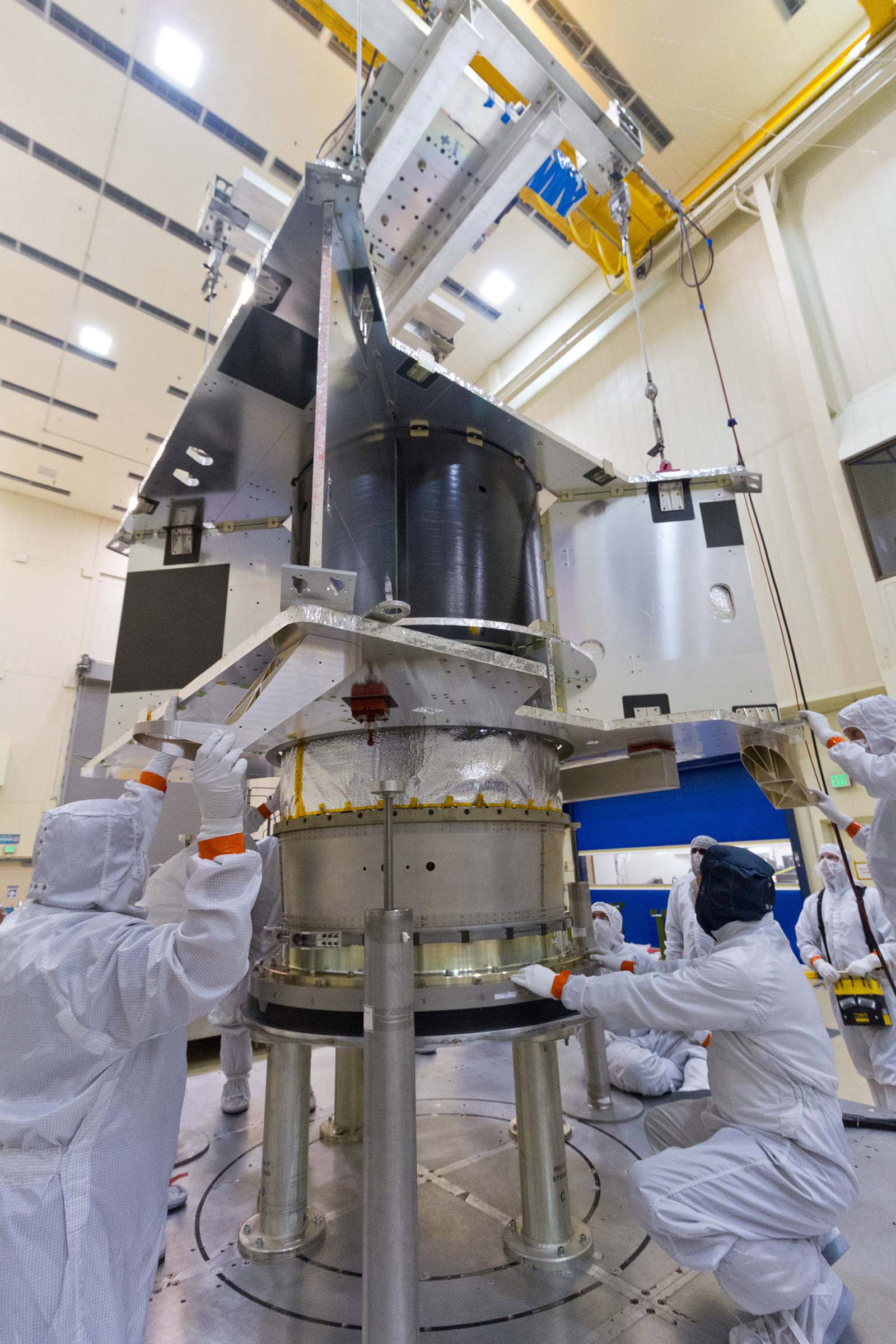
La structure dOSIRIS-REx comprend un cylindre en matériau composite auquel sont fixés deux plateaux.

La sonde spatiale OSIRIS-REx a la forme d'un parallélépipède d'environ 2,43 mètres de côté et de 3,15 mètres de haut. L'ensemble a une masse de 2 110 kilogrammes au lancement (dont 1 230 kilogrammes d'ergols) et de 880 kilogrammes à vide. La capsule qui contient l'échantillon et qui revient sur Terre a une masse totale de 46 kilogrammes. La structure de la plateforme, d'une masse de 160 kilogrammes, est réalisée avec des plaques en nid d'abeilles d'aluminium prises en sandwich entre deux feuilles de matériau composite en carbone. Le cœur de cette structure est un cylindre vertical de 1,3 mètre de diamètre, qui entoure le réservoir d'ergols. Ce noyau central est conçu pour résister, durant le lancement, à la masse de toute la sonde, qui atteint l'équivalent de 28 tonnes lorsque l'accélération atteint son maximum (6 g,). Deux plateaux horizontaux, fixés au sommet et à la base de la structure cylindrique centrale par des pièces métalliques radiales, servent de support aux différents équipements de la sonde spatiale. La plateforme supérieure accueille les instruments scientifiques, le système utilisé pour recueillir l'échantillon de sol, une partie des antennes, les équipements de navigation et la capsule de retour d'échantillon. La plateforme inférieure sert de support aux batteries, à l'antenne moyen gain, aux roues de réaction et au système de fixation des panneaux solaires,.

#### Propulsion

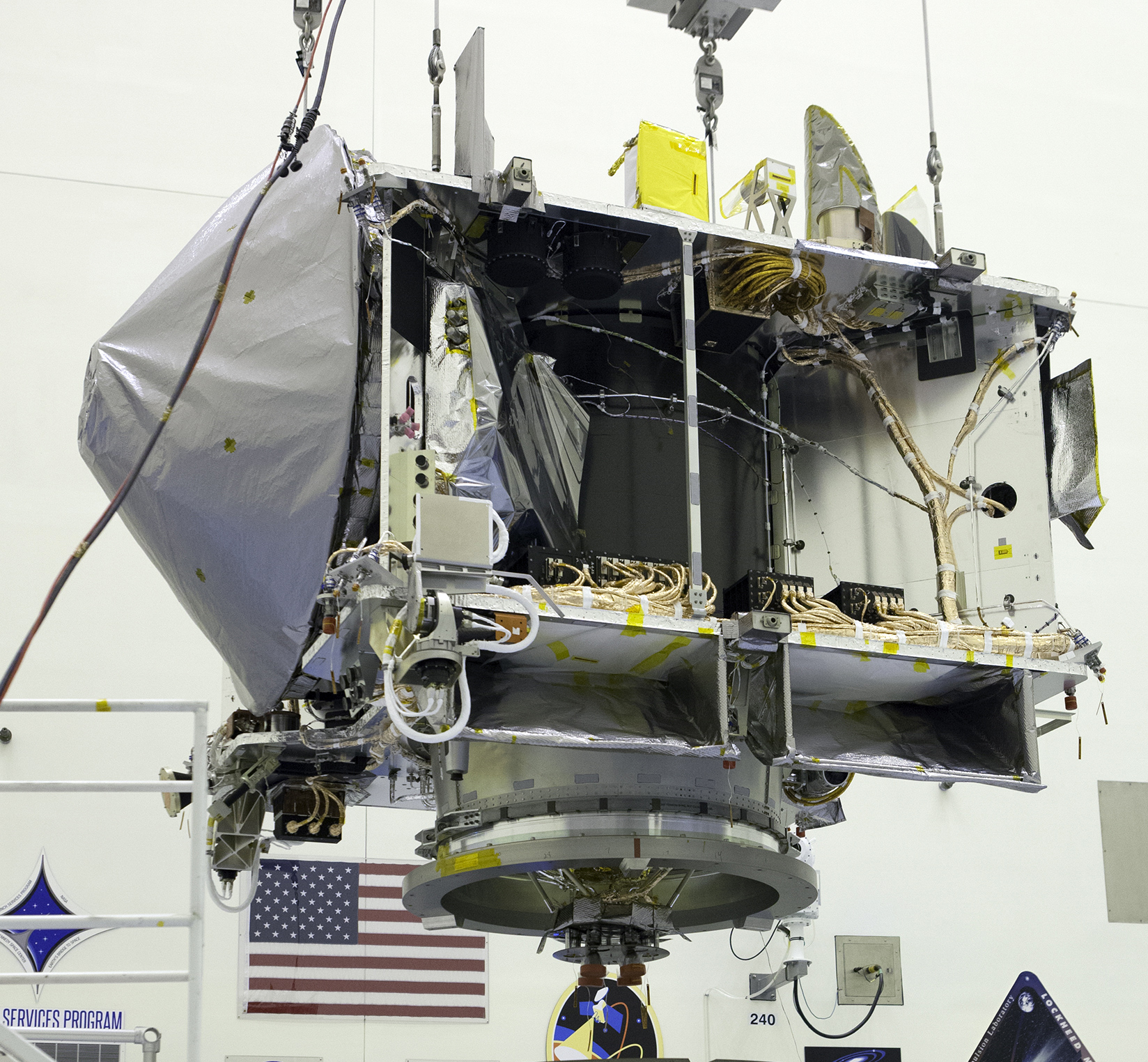
Sur cette vue on distingue bien les quatre tuyères de la propulsion principale (en dessous) et les différentes tuyères des différentes propulsions secondaires notamment aux angles de la sonde spatiale.

Le système de propulsion est basé sur celui développé pour l'orbiteur martien MRO et adapté par la suite sur les sondes spatiales MAVEN et Juno. Il comprend en tout 24 moteurs-fusées à ergols liquides qui utilisent tous de l'hydrazine : celui-ci se décompose sur un catalyseur métallique réchauffé et produit des gaz qui, en se détendant dans la tuyère, exercent une poussée. L'hydrazine est stockée dans un réservoir situé au centre de la sonde spatiale, au cœur de la structure porteuse. Le réservoir, haut de 1,5 mètre pour un diamètre de 1,24 mètre, peut contenir 1 300 litres de carburant et est réalisé en titane pur pour éviter sa corrosion par l'hydrazine. Les ergols sont pressurisés par de l'hélium stocké dans un réservoir indépendant réalisé en matériau composite. Celui-ci est haut de 75,2 centimètres pour un diamètre de 42,4 centimètres et a une contenance de 80 litres. Il contient 3,7 kilogrammes d'hélium, stocké sous une pression de 330 bars, qui est utilisé pour mettre sous pression les ergols injectés dans les moteurs-fusées du système de propulsion principale. Le réservoir d'hélium est isolé lorsque les autres types de propulseurs sont utilisés, car ceux-ci fonctionnent avec des ergols non pressurisés. Les moteurs-fusées, qui sont tous fournis par Aerojet Rocketdyne, sont de quatre types différents :
- la propulsion principale, qui réalise les manœuvres demandant des changements de vitesse importants, est prise en charge par quatre moteurs-fusées d'une poussée nominale de 275 newtons qui peut être modulée entre 85  et   360 newtons. La poussée totale des quatre moteurs fonctionnant simultanément est donc de 1 100 newtons, soit 112 kgf. L'impulsion spécifique est comprise entre 225  et   236 secondes et chaque moteur brûle environ 155 grammes d'ergols par seconde à pleine poussée ;
- lorsque la propulsion principale fonctionne, 6 moteurs d'une poussée de 22 newtons sont utilisés pour maintenir l'orientation de la sonde spatiale. Ils sont également utilisés pour des manœuvres demandant de faibles changements de vitesse ;
- pour le contrôle d'attitude, la sonde spatiale dispose de 16 moteurs-fusées ayant une poussée de 4,5 newtons ;
- enfin, 2 moteurs à poussée ultra-faible (0,08 newton) sont utilisés pour les manœuvres à proximité de la surface de l'astéroïde, durant le prélèvement d'échantillon de sol.

#### Énergie

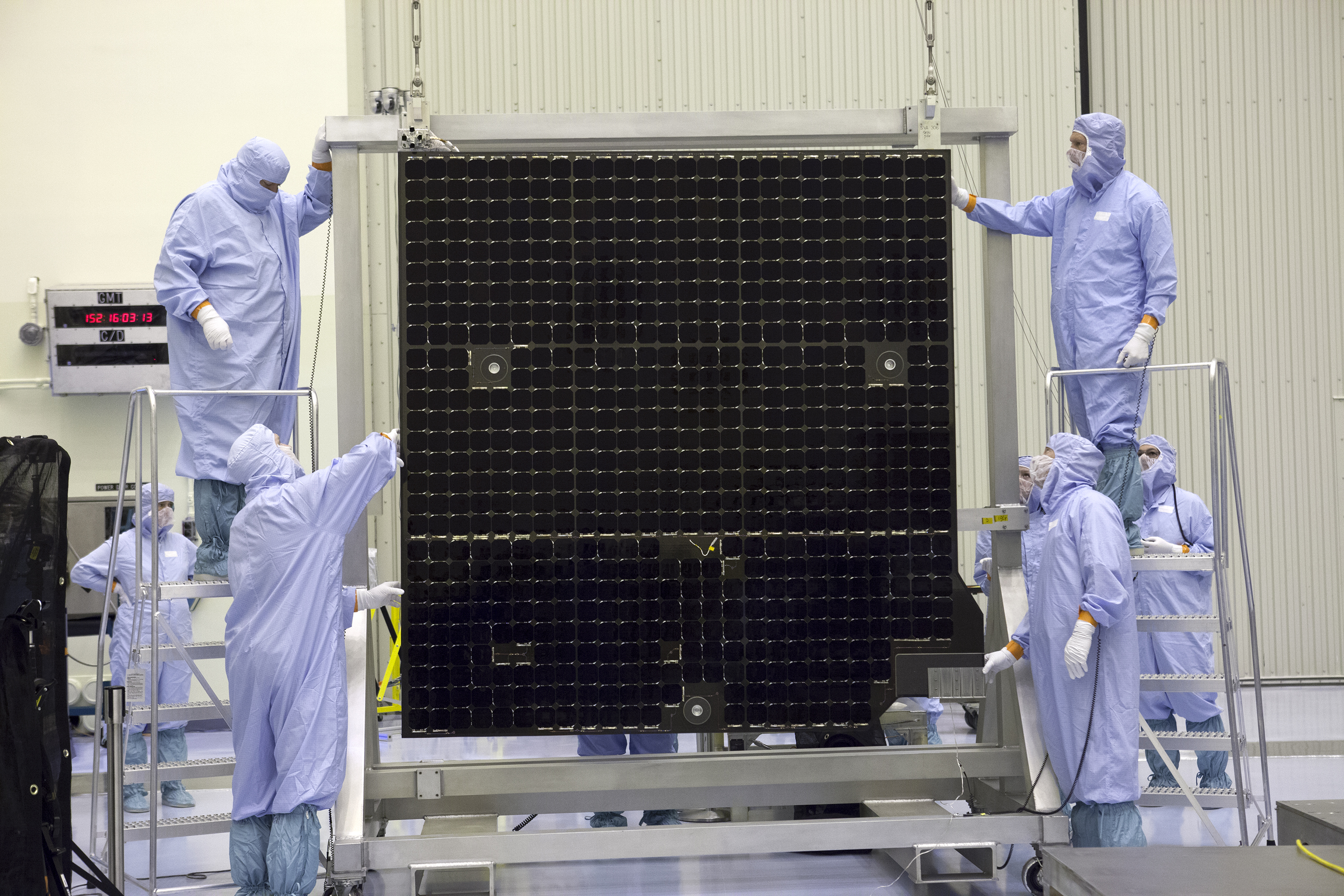
Le mécanisme de déploiement d'un des deux panneaux solaires est testé.

L'énergie est fournie par deux panneaux solaires de forme carrée (2,5 mètres de côté) orientables avec deux degrés de liberté, dont la surface utile est de 8,5 m2. Ceux-ci se déploient en orbite de part et d'autre du corps de la sonde spatiale et portent son envergure à 6,2 mètres. Ils fournissent, selon la distance au Soleil, entre 1 226  et   3 000 watts. En fonctionnement normal les panneaux solaires sont fixes et c'est à la sonde spatiale de s'orienter pour faire face au Soleil. Le système permettant d'orienter les panneaux est utilisé pour optimiser la production d'énergie mais également durant la phase de prélèvement de l'échantillon de sol, pour éviter que la poussière soulevée vienne se déposer à la surface des cellules solaires. Deux batteries lithium-ion de 20 ampères-heure fournissent l'énergie lorsque les panneaux solaires ne sont pas tournés vers le Soleil,.

#### Télécommunications
Pour les télécommunications la sonde spatiale dispose d'une antenne parabolique grand gain de 2 mètres de diamètre développée pour la mission MAVEN, qui met en œuvre un tube à ondes progressives de 100 watts développé pour MRO. L'antenne est fixe et la sonde spatiale doit pivoter pour diriger son faisceau étroit vers la Terre. Les échanges se font en bande X avec un débit maximum de 941 kilobits par seconde. Par ailleurs, la sonde spatiale dispose d'une antenne à gain moyen, utilisée durant la phase de recueil d'échantillon et de deux antennes à faible gain. Le débit avec l'antenne grand gain est de 200 à 916 kilobits par seconde durant la phase scientifique de la mission et celui des autres antennes est compris entre 40 et 200 kilobits par seconde en fonction de l'éloignement de la Terre,,.

#### Ordinateur de bord et contrôle d'attitude
L'ordinateur de bord a des caractéristiques proches de celles de MRO et de MAVEN. Il utilise une version durcie du microprocesseur RAD750 de BAE Systems, qui comprend 10,4 millions de transistors cadencée à 200 mégahertz avec une puissance de calcul de 400 MIPS. La version durcie peut supporter un rayonnement ionisant pouvant monter à 1 million de rads (10 MGy) contre 100 000 (1 MGy) dans la version standard. La plage de températures acceptables est comprise entre −55 °C et 125 °C et il consomme 10 watts. Pour contrôler son orientation, la sonde dispose de 4 roues de réaction, de viseurs d'étoiles, de capteurs de Soleil et d'une centrale à inertie.

#### Instruments de navigation
Le prélèvement de l'échantillon du sol de l'astéroïde constitue la phase la plus délicate de la mission, car la manœuvre doit se dérouler de manière automatique sans que les opérateurs puissent intervenir du fait du temps de latence dans les communications (le délai d'acheminement des signaux est de 4,4  et   18 minutes selon la phase de la mission). La sonde spatiale dispose d'un logiciel de navigation spécialisé qui exploite des données fournies par plusieurs capteurs qui doivent guider la sonde spatiale dans cette manœuvre :
- le LIDAR (Light Detection And Ranging) est un équipement qui utilise une caméra enregistrant 30 fois par seconde des images de 128 × 128 pixels pour déterminer la distance entre la sonde spatiale et le sol de l'astéroïde, afin de maintenir une distance minimale ;
- le TAGCAMS (Touch-and-Go Camera System) est un ensemble fourni par la société Malin Space Science Systems comprenant deux caméras de navigation (dont une redondante) Navcam et une caméra Stowcam. Les Navcams sont des caméras monochromes avec un capteur de 5 mégapixels, qui sont utilisées à la fois pour déterminer l'orientation de la sonde spatiale par identification des étoiles présentes dans leur champ optique et pour prendre des images des points remarquables à la surface de Bénou. La Stowcam est une caméra couleur disposant également d'un capteur de 5 MPx dont la mission principale est de s'assurer que l'échantillon est correctement stocké dans la capsule.
- Le logiciel de navigation NFT (Natural Feature Tracking) est un programme informatique qui est chargé de piloter les opérations à proximité de l'astéroïde. Le champ de gravité très irrégulier de ce corps, la faiblesse de celui-ci par rapport à la pression de rayonnement exercée par le Soleil (pratiquement équivalente) entraine des changements de la trajectoire qui ne peuvent être anticipés  et nécessite que la sonde spatiale soit capable d'identifier ces déviations et de les corriger de manière autonome tout en localisant les obstacles à proximité. Lorsque Osiris Rex s'approche de l'astéroïde, NFT analyse à la fois les données fournies par le lidar et les images prises par les Navcams qui fournissent des éléments indépendants, complémentaires et en partie redondants. Les images sont analysées et comparées à des images de la surface qui ont été prises avant l'approche et retraitées par les équipes au sol. Lorsque le logiciel détecte une déviation par rapport au corridor d'approche défini pour atteindre le sol, il déclenche une manœuvre de retrait de la sonde spatiale pour éviter une collision avec un obstacle[25].

#### Système de contrôle thermique
Le système de contrôle thermique maintient la température de l'ensemble de la sonde spatiale dans des plages de valeurs compatibles avec le bon fonctionnement des différents équipements dans toutes les conditions rencontrées au cours de son périple. Le contrôle thermique utilise des capteurs de température, des résistances chauffantes et des revêtements isolants multi-couches. L'une des principales contraintes est que la température du TAGSAM contenant les échantillons de sol ne dépasse pas 75 °C durant le laps de temps où il est exposé au Soleil (à une distance de 1,15 unité astronomique).

### Instruments scientifiques

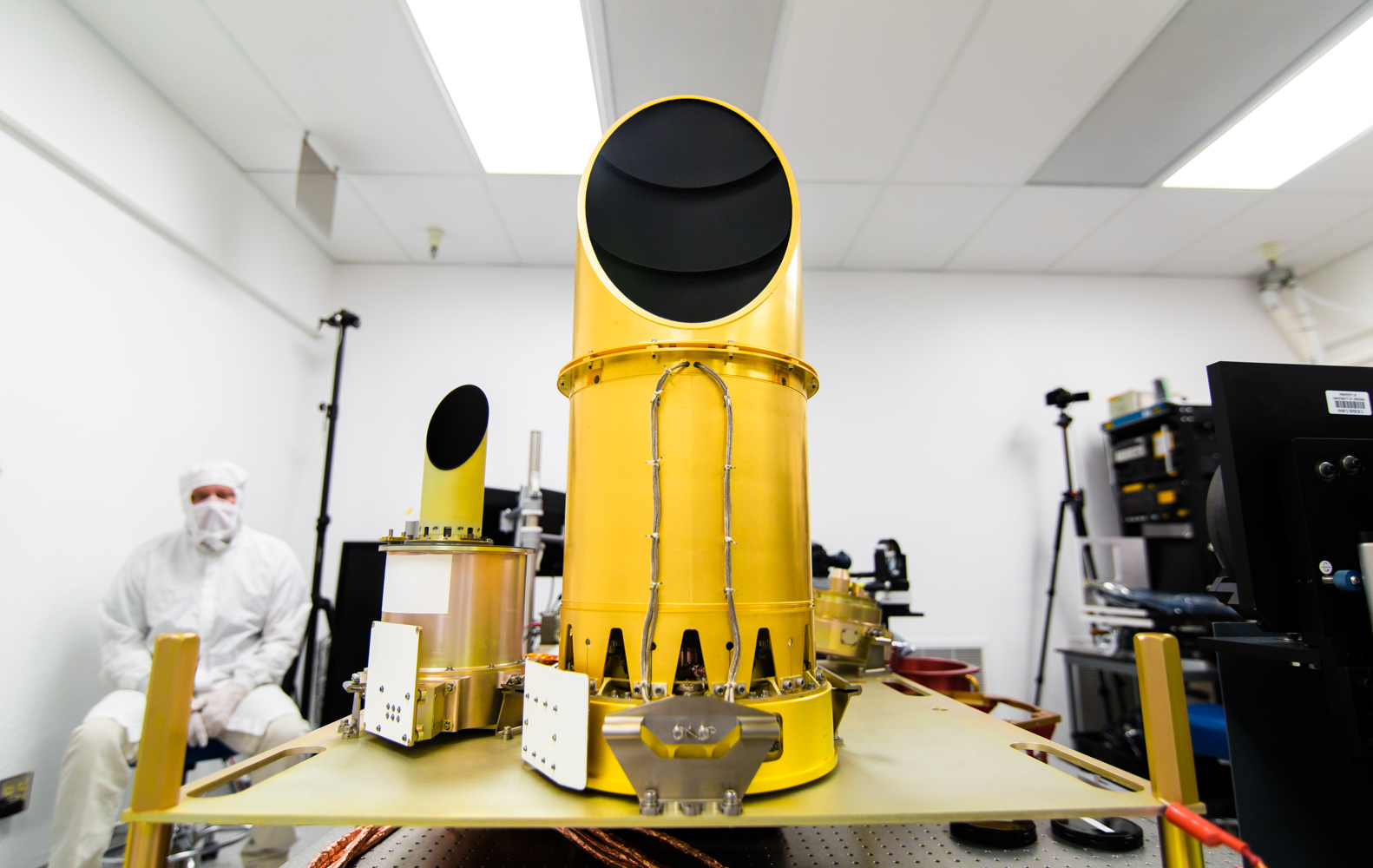
Caméras OCAMS.

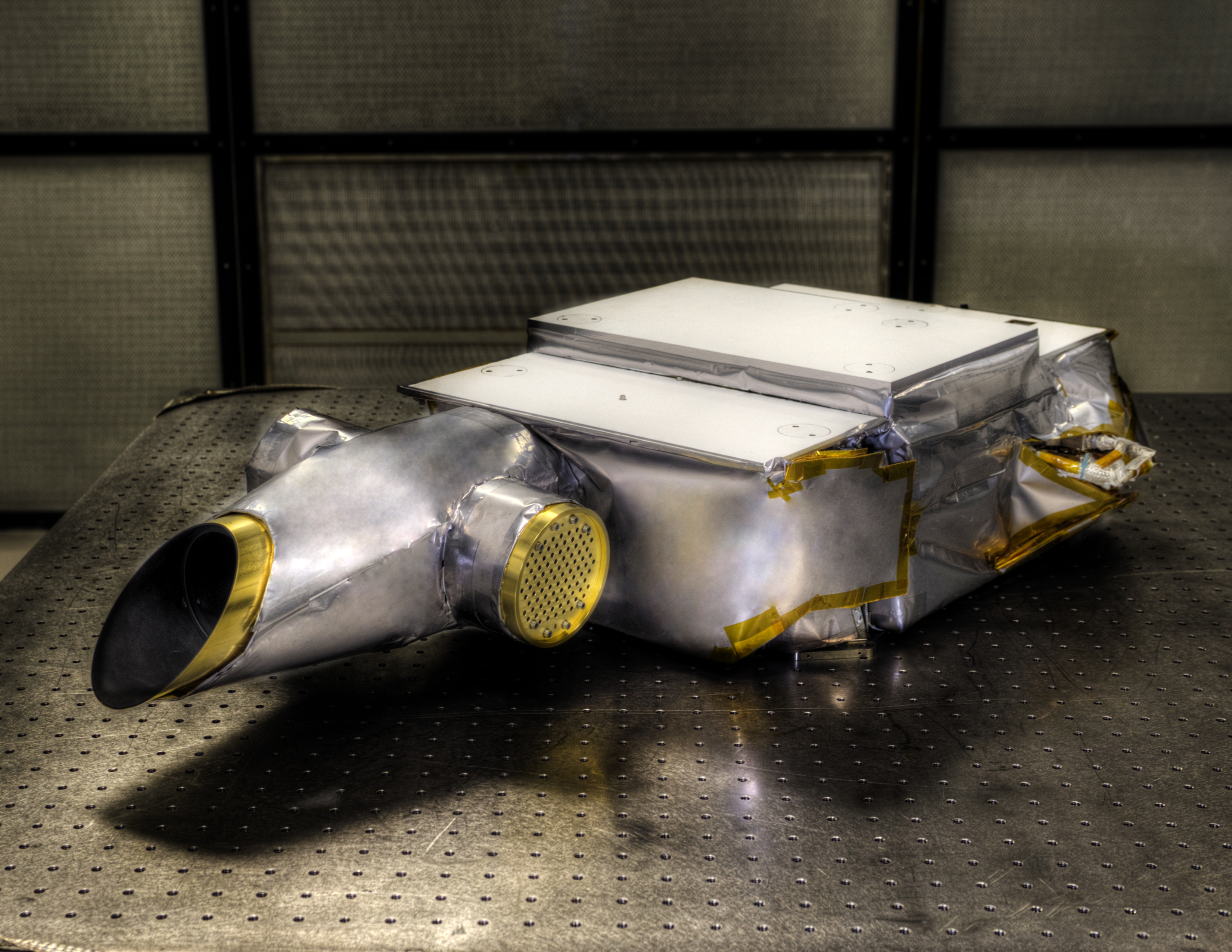
Spectromètre visible et infrarouge OVIRS.

OSIRIS-REx emporte cinq instruments ou ensembles d'instruments. Ce sont l'ensemble de trois caméras OCAMS utilisé à la fois pour des besoins scientifiques (cartographie) et de navigation, le spectromètre imageur OVIRS  fonctionnant en lumière visible et proche infrarouge qui doit établir une carte spectrale générale des minéraux et des molécules organiques, le spectromètre infrarouge thermique OTES qui doit  déterminer l'abondance des silicates, carbonates, etc., le spectromètre imageur à rayons X REXIS chargé de déterminer l'abondance en éléments chimiques et l'altimètre laser (OLA) destiné à dresser une carte topographique de l'astéroïde. Tous ces instruments sont installés sur la même face de la sonde spatiale et sont pointés dans le même direction.

#### Caméras OCAMS
L'ensemble OCAMS (OSIRIS-REx Camera Suite) est constitué de trois caméras qui doivent cartographier l'astéroïde, réaliser des photos à haute résolution, documenter le site retenu pour le prélèvement et le filmer. Ces caméras sont développées par le laboratoire LPL (Lunar and Planetary Lab) de l'université de l'Arizona. Les trois caméras sont  :
- la caméra PolyCam dispose d'un téléobjectif de 200 millimètres permettant d'effectuer des photos à grande distance, mais également à faible distance avec une bonne résolution (1 centimètre) pour étudier et documenter les sites retenus pour le prélèvement d'échantillon. Son champ de vue est de 0,8° ;
- la caméra MapCam est chargée de rechercher d'éventuels satellites de l'astéroïde, ainsi que des phénomènes de dégazage. Elle cartographie l'astéroïde avec une résolution de 1 mètre, documente les caractéristiques morphologiques de celui-ci . Elle dispose d'un roue à filtres comprenant quatre filtres colorés qui permet de produire des images en couleurs. Elle fournit des images détaillées (téléobjectif) pour la navigation. Son champ de vue est de 5,3° ;
- la caméra SamCam fournit des images grand angle pour la navigation, filme le site sur lequel les prélèvements sont effectués ainsi que le déroulement des prélèvements.

#### Altimètre laser OLA
L'altimètre laser OLA (OSIRIS-REx Laser Altimeter), développé en coopération avec l'Agence spatiale canadienne, doit fournir des données détaillées sur la topographie de l'astéroïde, avec une précision inégalée. Il est basé sur un instrument développé pour le micro-satellite expérimental XSS-11 développé par le laboratoire de recherche l'Armée de l'air américaine et placé en orbite en 2005. L'instrument d'origine est amélioré par l'ajout d'un deuxième laser dérivé de l'altimètre LDA installé sur la sonde spatiale martienne Phoenix, qui augmente sa portée. OLA fonctionne à une distance comprise entre 0,5  et   7,5 kilomètres et permet de mesurer la distance entre l'instrument et le sol avec une précision qui se situe dans une fourchette de 5  à   30 centimètres. Le miroir mobile qui équipe l'instrument permet d'effectuer des mesures dans une ou deux dimensions indépendamment du déplacement de la sonde spatiale. L'instrument est financé par l'Agence spatiale canadienne et est développé par la société MacDonald Dettwiler & Associates.

#### Spectromètre visible et infrarouge OVIRS
Le spectromètre OVIRS (OSIRIS-REx Visible and IR Spectrometer) fonctionne en lumière visible et infrarouge (0,4 à 4,3 μm) et est chargé d'établir une carte spectrale générale des minéraux et des molécules organiques et une carte plus précise des sites étudiés pour le prélèvement de l'échantillon. Il peut réaliser des spectres ponctuels ou de zones entières avec une résolution spatiale de 20 mètres pour l'ensemble de l'astéroïde et de 8 centimètres à 2 mètres pour un site susceptible d'être échantillonné. Son champ de vue est de 0,4 milliard et chaque mesure effectuée est ponctuelle (le rayonnement reçu sur l'ensemble de son champ de vue est cumulé). Sa résolution spectrale est comprise entre 125 (04-1 micron) à 200 (2-4,3 microns). Un radiateur à deux étages permet de maintenir la température du plan focal à 405 kelvins. L'instrument a une masse de 17,8 kg et consomme en moyenne 8,8 watts. OVIRS est développé par une équipe du centre de vol spatial Goddard de la NASA. 

Instruments de OSIRIS-REx
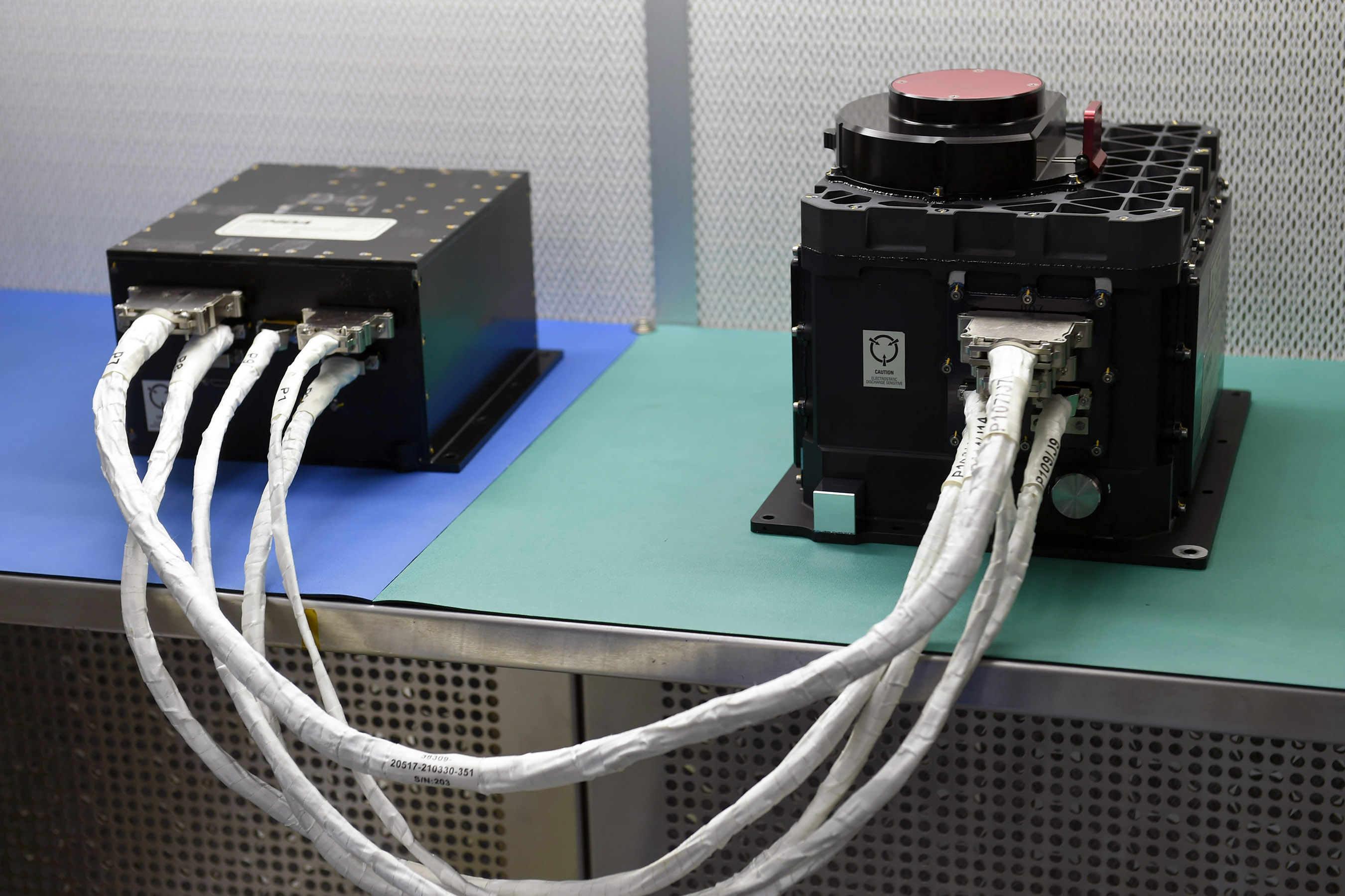
Altimètre laser OLA.
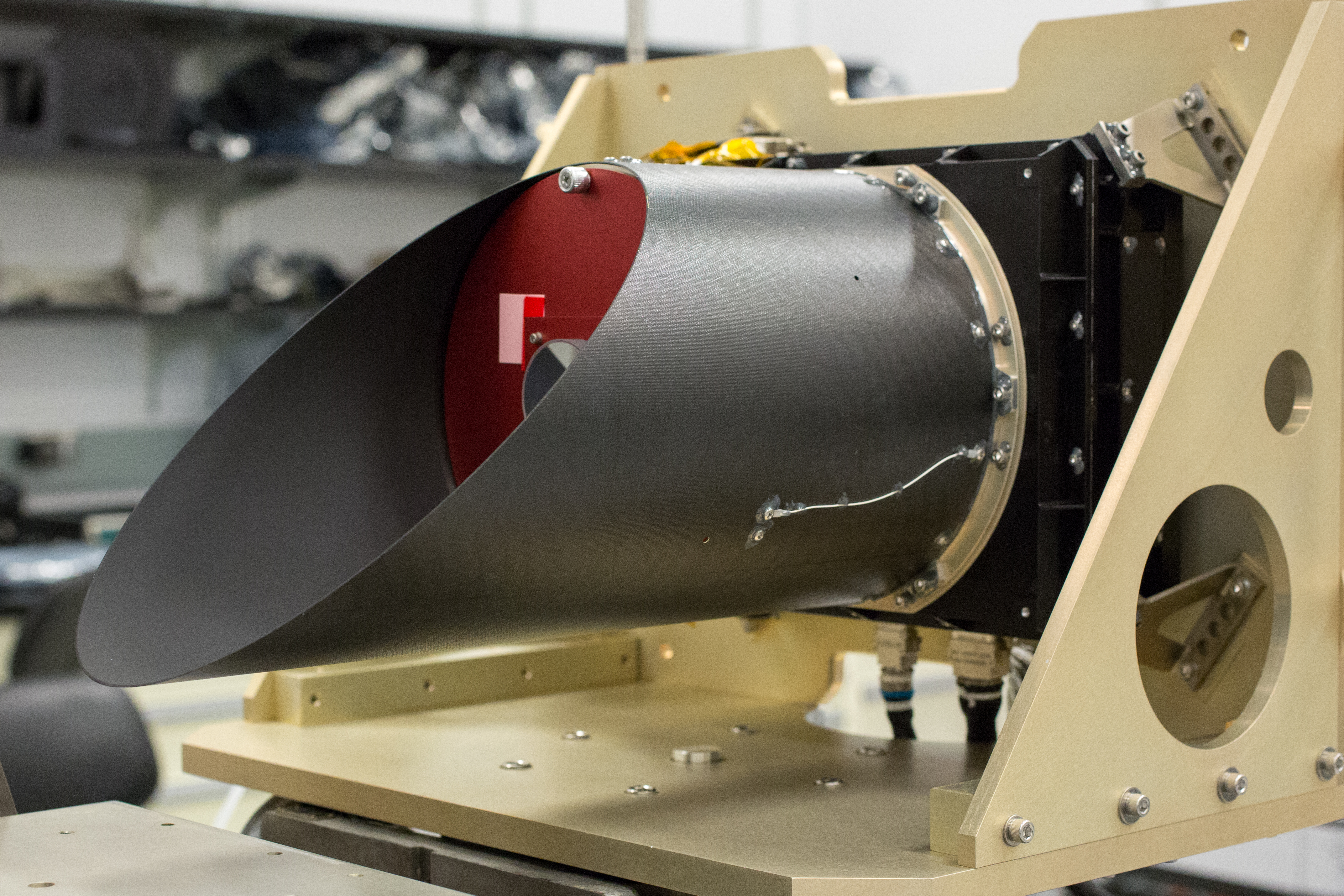
Spectromètre infrarouge OTES.
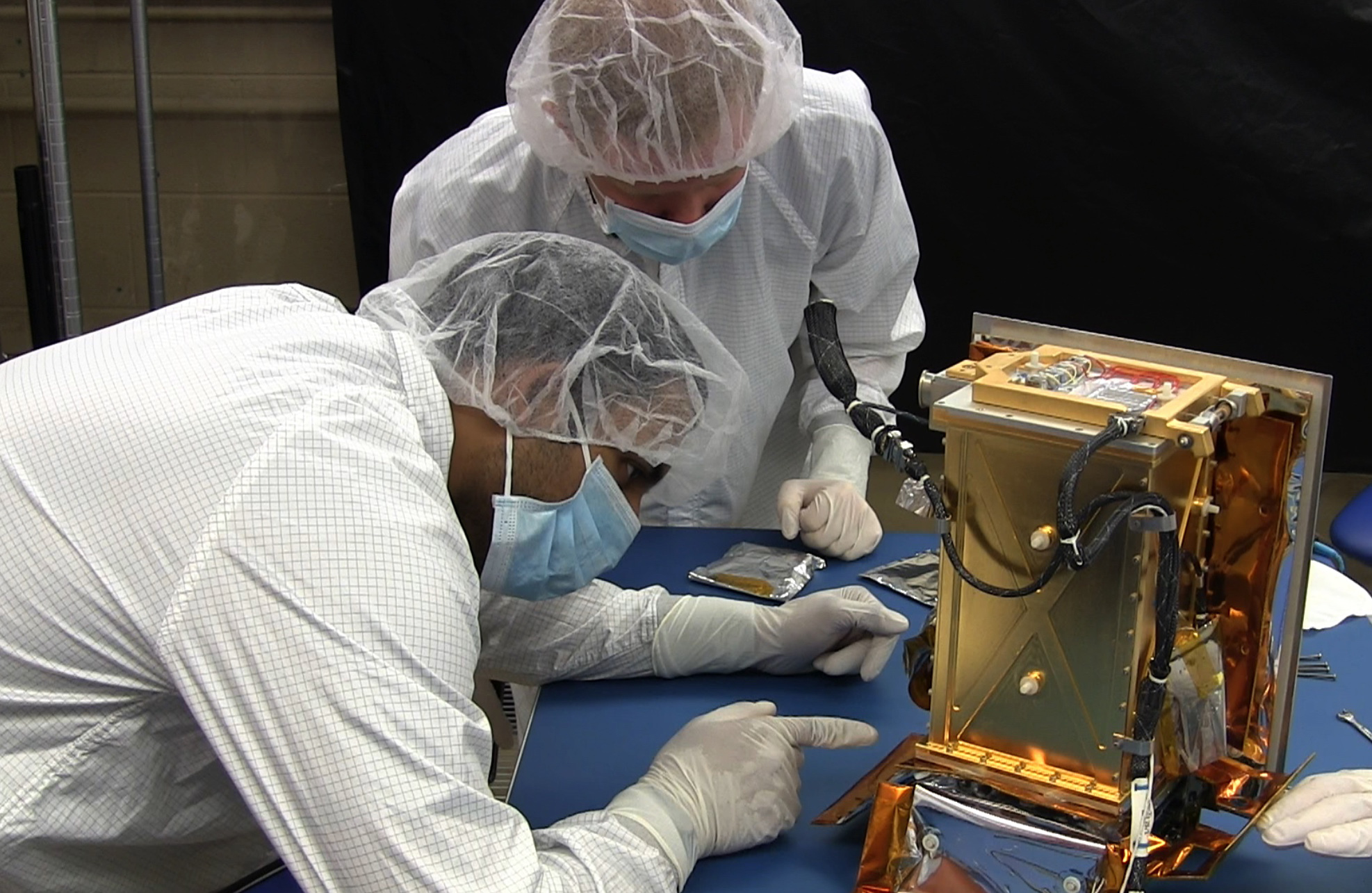
Spectromètre X REXIS.

#### Spectromètre infrarouge OTES
Le spectromètre interférimètre à transformation de Fourier OTES (OSIRIS-REx Thermal Emission Spectrometer), qui fonctionne dans les longueurs d'onde 5,71–100 microns, doit dresser des cartes spectrales locales et globales permettant de déterminer l'abondance en silicates, carbonates, sulfates, phosphates, oxydes et hydroxydes. Il permet également de mesurer l'émission thermique globale de l'astéroïde. L'instrument n'est pas refroidi. La partie optique est constituée par un télescope Cassegrain de 15,2 centimètres d'ouverture. Son champ de vue est de 6,5 millirads et chaque mesure effectuée est ponctuelle (le rayonnement reçu sur l'ensemble de son champ de vue est cumulé). OTES a une masse de 6,27 kg et consomme en moyenne 10,8 Watts. L'instrument est développé par l'université d'État de l'Arizona

#### Spectromètre imageur à rayons X REXIS
Le spectromètre imageur à rayons X REXIS (Regolith X-ray Imaging Spectrometer) est chargé de déterminer l'abondance en éléments chimiques, grâce à l'analyse des rayons X mous (0,3-7,5 keV) générés par la surface bombardée par le vent solaire et les rayons X produits par le Soleil. La résolution, qui atteint 21 ' (4,3 mètres à 700 mètres de distance) est obtenue par un système de télescope à masque codé. L'instrument est développé par des étudiants, dans le cadre d'une coentreprise entre le laboratoire Space Systems Laboratory et le Massachusetts Institute of Technology, avec la participation du Harvard-Smithsonian Center for Astrophysics.

### Système de prélèvement TAGSAM

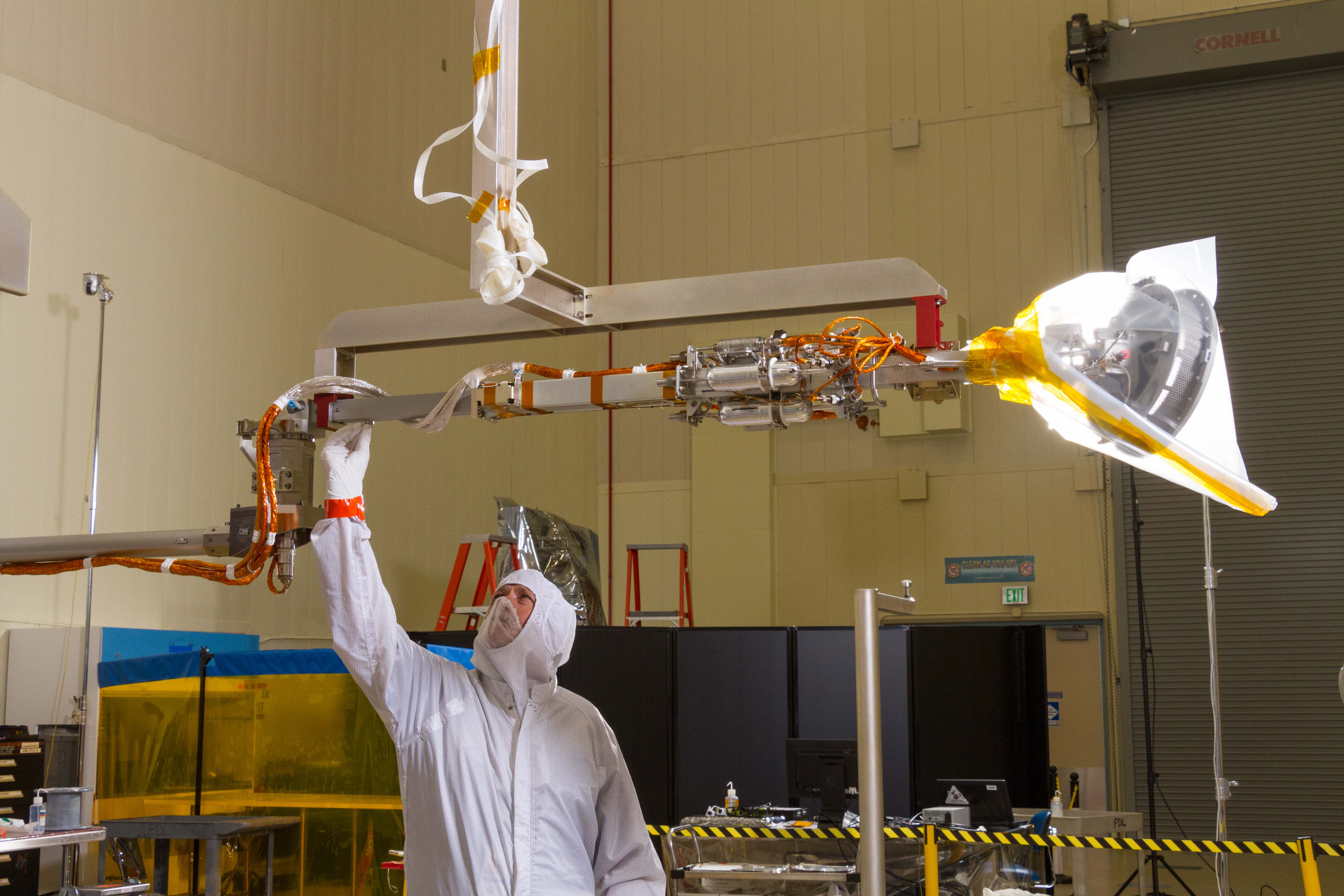
Bras articulé portant le système de prélèvement TAGSAM.

Le système de prélèvement TAGSAM (Touch-And-Go Sample Acquisition Mechanism) est fixé au bout d'un bras articulé hérité de la mission Stardust. Long de 3,2 mètres en position étendue, ce dernier comporte des moteurs redondants à ses trois articulations. À son extrémité se situe le TAGSAM, constitué d'un cylindre plat perforé à sa base d'un diamètre de 30 centimètres. Pour effectuer le prélèvement, la sonde s'approche à la verticale du site retenu, à faible vitesse (0,1 m/s). La caméra grande vitesse (1 hertz) OCAMS documente le prélèvement. Au moment du contact avec le sol, qui dure seulement 5 secondes, un ressort situé sur le bras amortit le choc et des capteurs déclenchent la séquence de prélèvement. L'articulation de la tête de prélèvement peut s'incliner de 15 degrés pour s'adapter à la pente du sol. Une bouffée d'azote est expulsée par des trous perforés sur le pourtour du cylindre pour soulever le régolithe. Celui-ci chassé par le gaz pénètre dans la partie centrale évidée du TAGSAM puis dans des compartiments qui sont clos par des feuilles de polytéréphtalate d'éthylène (mylar) mobiles qui sont soulevées sous la poussée des gaz. L'objectif est de prélever au moins 60 grammes, mais le système permet d'en stocker jusqu'à 2 kilogrammes. Un deuxième dispositif passif est chargé de prélever des petites particules situées à la surface de sol et d'un diamètre inférieur à 3 millimètres dans le but d'étudier le processus d'altération des sols exposés au vide spatial : 24 pastilles circulaires d'un diamètre de 1,75 cm (superficie totale 57,42 cm2) constituées de métal recouvert de velcro sont distribuées sous la tête de prélèvement sur son pourtour et recueillent ainsi les petits grains situées à la surface. La sonde spatiale vérifie, après s'être éloignée, qu'une quantité suffisante de matériau a bien été prélevée, en réalisant des photos du système de prélèvement et en mesurant le changement de son moment d'inertie induit par la présence d'un échantillon. Le système de prélèvement dispose de réserves d'azote lui permettant de faire 3 tentatives. Une fois le prélèvement réalisé avec succès, la tête de prélèvement est stockée dans la capsule de retour d'échantillon, dont la conception dérive aussi de celle de Stardust,,..

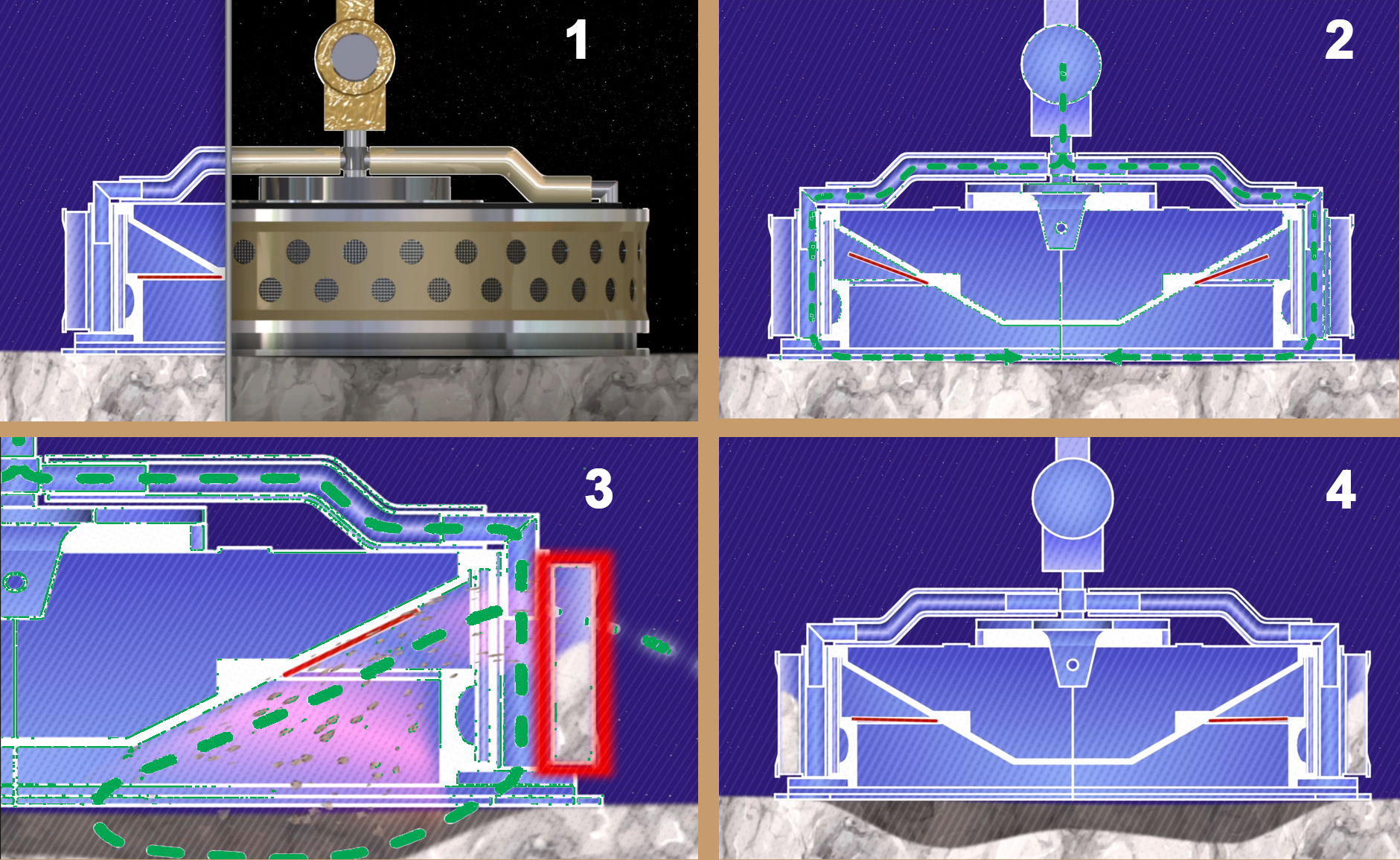
Schéma du déroulement des opérations de prélèvement par le TAGSAM. Les tirets verts retracent le cheminement de l'azote utilisé pour soulever les roches et le régolithe du sol. En rouge les feuilles de mylar mobiles qui doivent laisser passer les matériaux au moment du prélèvement et les empêcher de sortir par la suite. L'une de ces feuilles, coincée par une roche trop grosse pour pénétrer dans la partie interne du TAGSAM, est restée ouverte en laissant s'échapper une partie de l'échantillon.

### Capsule utilisée pour le retour d'échantillon
La capsule SRC (Sample Return Capsule), utilisée pour ramener l'échantillon sur Terre, dérive directement de la capsule utilisée par la mission spatiale Stardust dans un objectif analogue. La capsule doit ramener sur Terre la tête du système de prélèvement TAGSAM et l'échantillon de sol de l'astéroïde, alors que le reste de la sonde spatiale continuera de circuler dans le Système solaire. Une fois le prélèvement effectué, la bras dépose le TAGSAM dans cette capsule qui est alors refermée. La capsule comporte un bouclier thermique avant constitué par un matériau ablatif de type PICA de 3e génération, développé par le centre de recherche Ames de la NASA et utilisé notamment par le vaisseau Crew Dragon de SpaceX, qui doit lui permettre de résister à l'échauffement intense lors de la rentrée atmosphérique résultant de la dissipation de plus de 99% de l'énergie cinétique acquise. Le bouclier thermique arrière qui affronte des températures bien inférieures utilise un matériau ablatif SLA développé par Lockheed Martin. Un parachute principal déployé à la suite d'un parachute pilote permet à la capsule d'atterrir en douceur. La capsule, qui a un diamètre de 81 centimètres pour une hauteur de 50 centimètres, contient également le système de fixation du TAGSAM et l'électronique relativement simple nécessaire pour déclencher de manière autonome les différentes opérations durant la rentrée atmosphérique. La capsule est dépourvue de balise radio car la mission Stardust a démontré qu'il n'était pas nécessaire d'en disposer pour retrouver l'engin au sol,.

La capsule dans laquelle l'échantillon de sol sera envoyé sur Terre
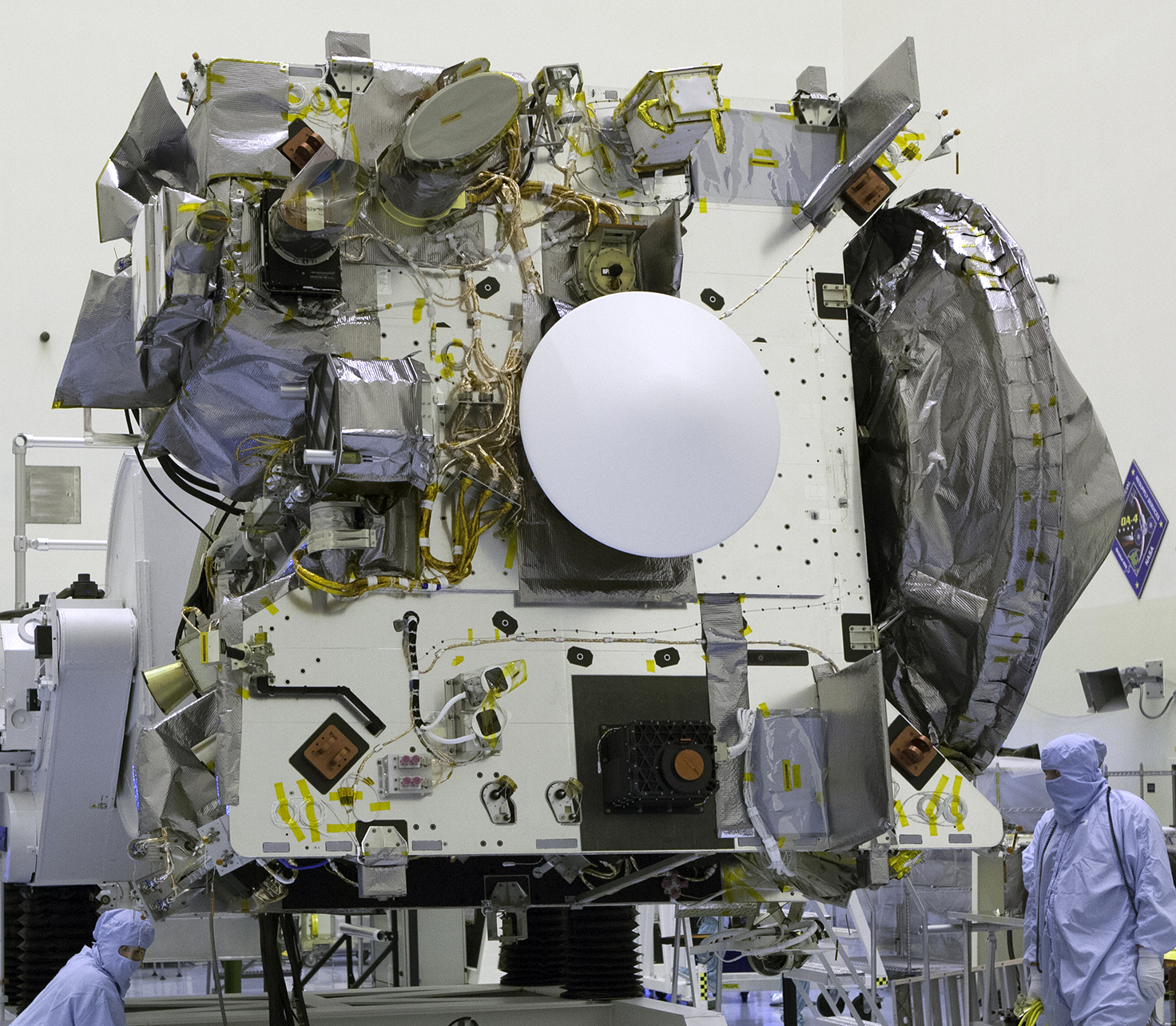
La capsule se trouve sur le « pont » où sont également installés les instruments scientifiques. Le bouclier thermique blanc avant de forme conique est bien visible.
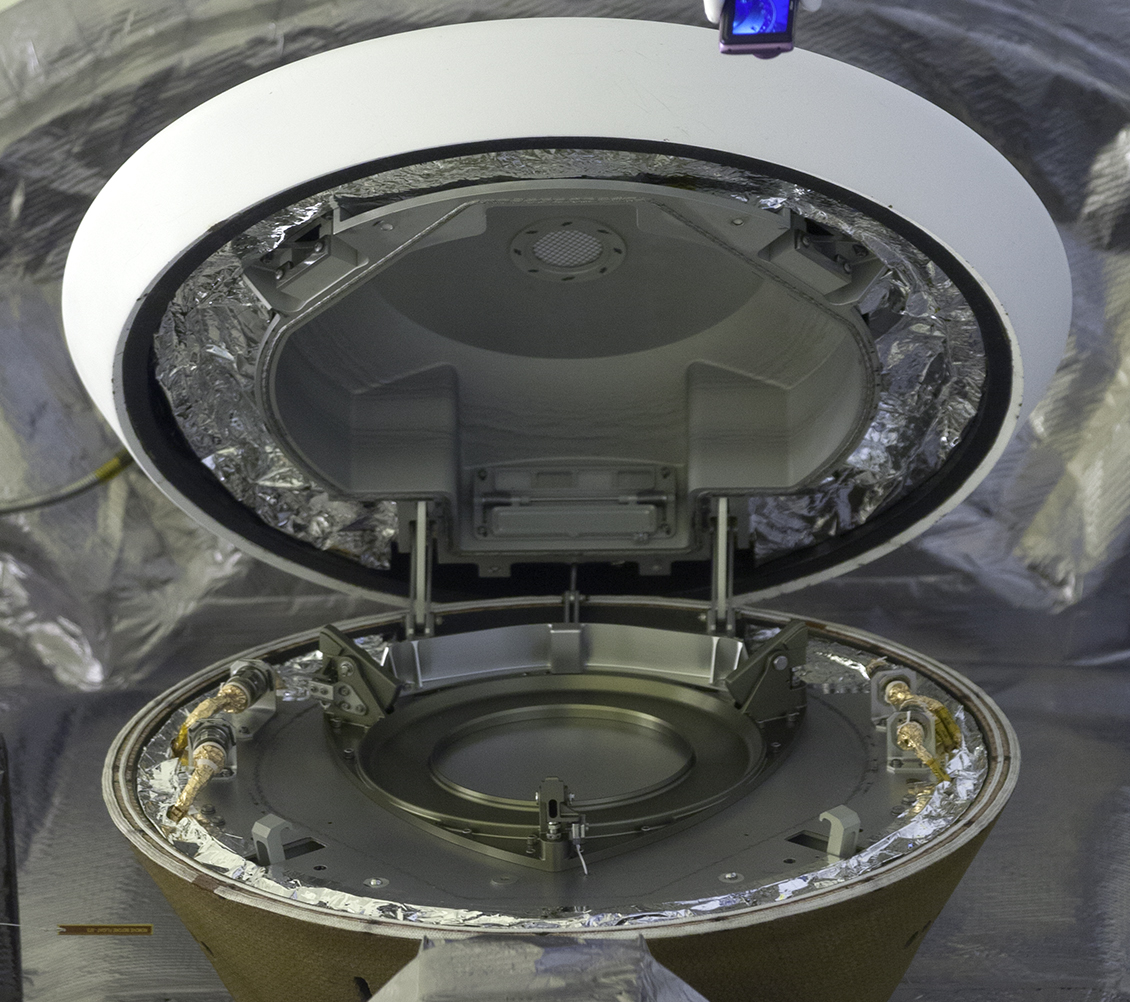
La porte de la capsule entrouverte permet d'apercevoir le logement qui doit recevoir la tête du système de prélèvement TAGSAM.

### Protection contre la contamination des échantillons
Plusieurs dispositifs sont utilisés pour protéger les échantillons de sol de toute contamination par des matériaux ou des organismes terrestres et pour identifier les contaminants éventuels. Le système de prélèvement TAGSAM est stocké dans un container d'une part pour préserver sa propreté durant les opérations au sol, le lancement et d'autre part pour éviter sa contamination par le dégazage des matériaux de la sonde spatiale durant le début du transit vers l'astéroïde. De l'azote est injecté en permanence dans le container jusqu'au lancement afin de maintenir une pression interne positive qui empêche les particules venant de l'extérieur d'y pénétrer. Des plaques témoins en aluminium et en saphir sont fixés à différents endroits du dispositif de prélèvement TAGSAM et dans la capsule SRC pour permettre de déterminer l'environnement et les contaminants à trois moments des opérations : juste avant le prélèvement des échantillons de sol, entre l'opération de prélèvement et le stockage du TAGSAM dans la capsule et enfin entre le stockage et le retour sur Terre. Les données recueillies permettront d'isoler les contaminants dans les échantillons de sol lors de l'analyse de ces derniers.

## Déroulement de la mission
La mission d'OSIRIS-REx doit durer 7 ans et exploite le fait que l'astéroïde Bénou passe à proximité de la Terre tous les 6 ans. La mission peut être décomposée en neuf phases : lancement, assistance gravitationnelle de la Terre, transit jusqu'à Bénou, étude à distance de Bénou, étude depuis l'orbite, prélèvement de l'échantillon du sol, suite de l'étude de Bénou, voyage de retour vers la Terre et rentrée atmosphérique sur Terre.

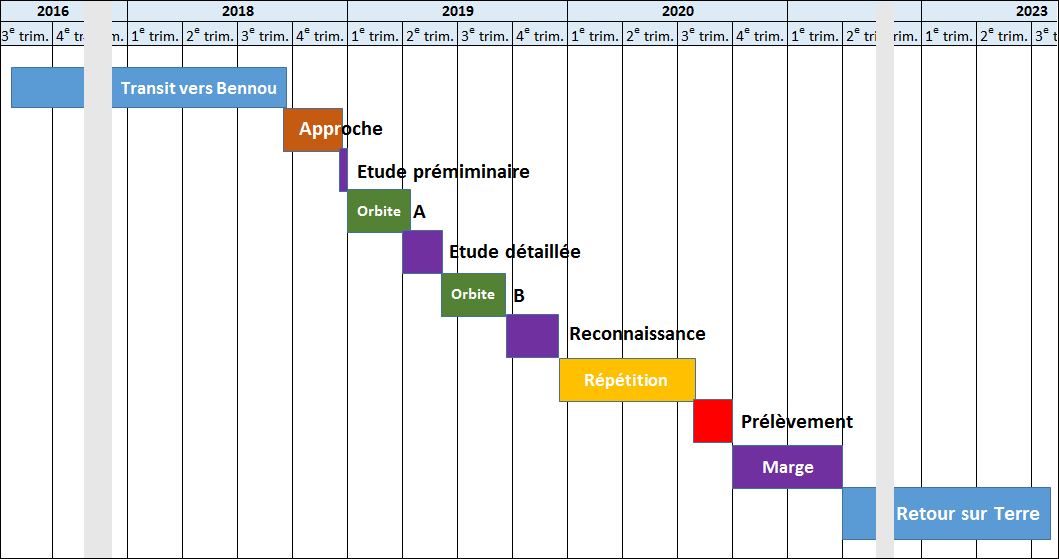
Déroulement de la mission OSIRIS-REx.

### Lancement (septembre 2016)

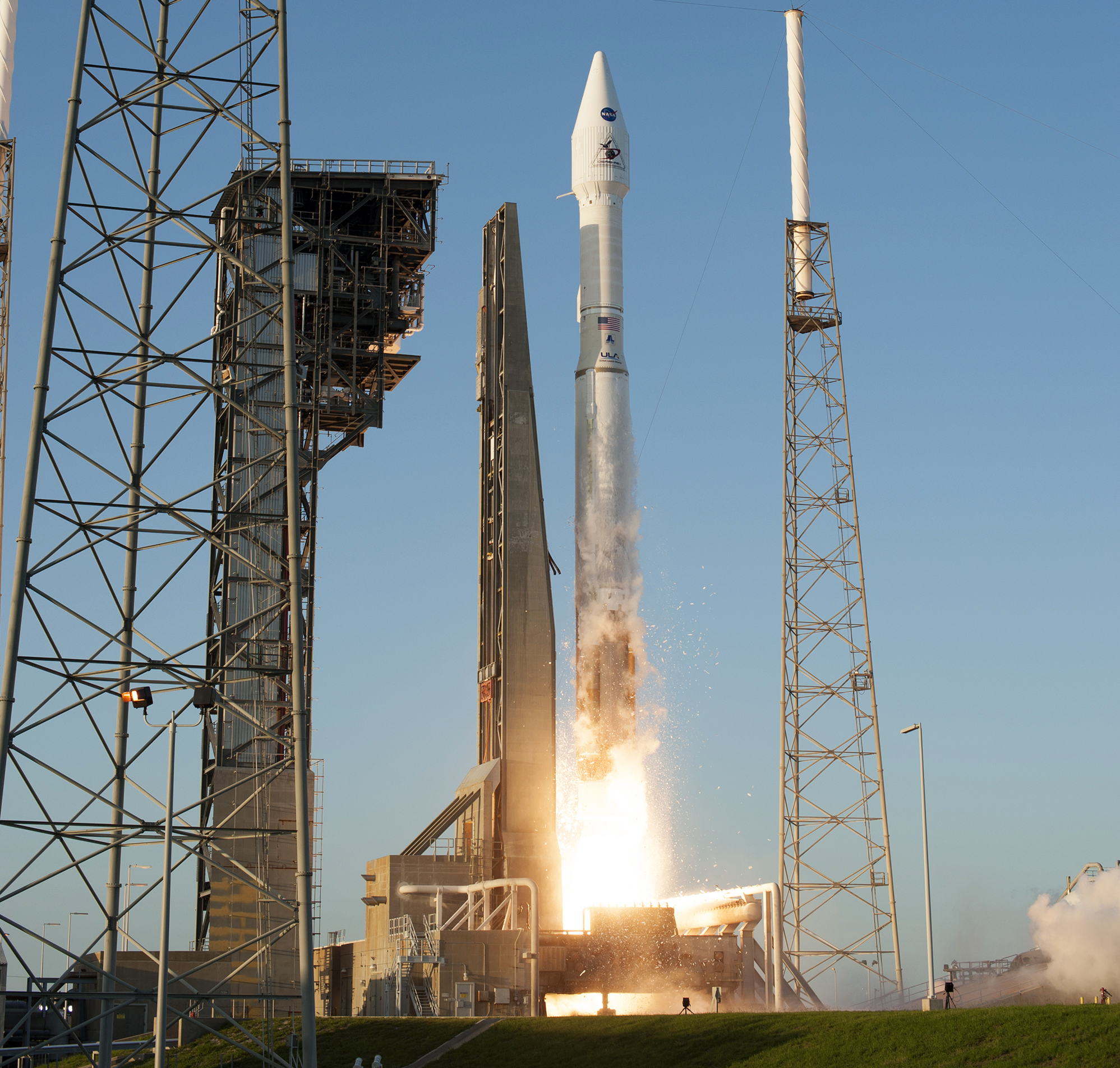
Décollage du lanceur Atlas emportant la sonde spatiale OSIRIS-REx (8 septembre 2016).

La sonde spatiale OSIRIS-REx est lancée le  8 septembre 2016  à 23 h 05 TU vers l'astéroïde Bénou par une fusée Atlas V 411 (version du lanceur comportant un seul propulseur d'appoint) tirée depuis la base de lancement de Cap Canaveral en Floride. Le tir est effectué dès le premier jour de la fenêtre de lancement, d'une durée de 120 minutes, qui se refermait le 12 octobre.
L'énergie caractéristique (C3) de la sonde spatiale au lancement est fixée à 29,3 km2/s2 pour une capacité de lancement de 1 955 kilogrammes. Le lanceur place la sonde spatiale sur une orbite héliocentrique avec une vitesse d'échappement hyperbolique de 5,4 km/s. Une fois dans l'espace, la sonde spatiale utilise sa propulsion pour effectuer une série de petites corrections de trajectoire, avec un changement de vitesse cumulé de 0,52 km/s,,.

### Transit vers Bénou (septembre 2016-août 2018)
OSIRIS-REx n'emprunte pas une trajectoire directe vers Bénou, mais doit boucler une orbite complète autour du Soleil, avant de revenir survoler la Terre, le  22 septembre 2017, afin de gagner en vitesse. Pour s'aligner avec la Terre, la sonde spatiale effectuera plusieurs manœuvres à l'aide de sa propulsion principale, avec un changement de vitesse cumulé de 520 m/s. La sonde spatiale devrait passer à environ 20 000 kilomètres de la Terre et effectuer une manœuvre d'assistance gravitationnelle, qui lui permettra de modifier l'inclinaison de son orbite de 6 degrés, de manière à la faire coïncider avec celle de Bénou. Du 9 au 20 février 2017, alors qu'elle passe dans le voisinage du point L4 du système Soleil-Terre, la sonde OSIRIS-REx réalise une mission de recherche de troyens de la Terre. La phase d'approche débute en août 2018, lorsque la caméra PolyCam dotée d'un téléobjectif parvient à réaliser une image de l'astéroïde : la sonde spatiale se trouvant alors à 2 millions de kilomètres de Bénou. Arrivée à proximité, OSIRIS-REx utilisa sa propulsion pour abaisser sa vitesse de 530 m/s, de manière que sa vitesse relative par rapport à Bénou ne soit plus que de 20 cm/s,.

### Arrivée (octobre-novembre 2018)

Film réalisé à partir de 36 photos de Bénou prises par la caméra PolyCam à une distance d'environ 80 km sur une durée de 4 heures 18 minutes.

Durant la seconde moitié du mois d'octobre 2018, la sonde spatiale se rapproche progressivement de l'astéroïde et elle effectue une série de clichés  à l'aide de la caméra PolyCam  depuis une distance comprise entre 44 000 kilomètres pour le premier et 320 km. La caméra prend également une série de huit images pour composer une image haute résolution. Le 16 novembre la caméra Polycam prend une photo à une distance de 136 kilomètres qui permet de distinguer un gros rocher de 55 mètres baptisé Pimple. Le 1er décembre 2018, la sonde spatiale, qui a parcouru 2 milliards de kilomètres depuis son lancement, s'approche à moins de 20 kilomètres de Bénou et pénètre dans la sphère de Hill de l'astéroïde, c'est-à-dire la région de l'espace où l'influence de l'astéroïde sur Osiris-Rex l'emporte sur celle du Soleil. À compter du 4 décembre, la sonde spatiale doit effectuer plusieurs passes au-dessus du pôle nord, à une distance de 7 kilomètres, en utilisant à la fois la caméra et l'altimètre, avant de se mettre à circuler au-dessus des zones équatoriales de l'astéroïde,.

### Première reconnaissance
En décembre 2018, l'instrument MapCam génère, en utilisant des filtres couleur, des cartes en couleur et étudie la répartition géographique des différents matériaux.
OSIRIS-REx devrait commencer ensuite l'étude de l'astéroïde, lorsqu'il ne se trouvera plus qu'à 5 kilomètres de celui-ci. Il est prévu que cette phase dure deux ans et comprenne six phases, :
Durant une vingtaine de jours, la sonde spatiale se maintient à une distance d'environ 5 kilomètres de Bénou, pour effectuer une étude préliminaire. Durant celle-ci, la sonde spatiale prend des photos de l'ensemble de l'astéroïde, pour permettre d'établir une carte topographique. Des données spectroscopiques sont recueillies. Une liste de 12 sites d’atterrissage est dressée, répondant à des contraintes de sécurité et aux objectifs opérationnels. Depuis cette position, les instruments effectuent des mesures de l'effet Yarkovsky.

### Sur l'orbite A (janvier-février 2019)
À compter du 31 décembre 2018 et jusqu'à fin février, la sonde spatiale se place sur une première orbite rapprochée, dite orbite A, qui la maintient à  une distance comprise entre 1,6 et 2,1 kilomètres de la surface de Bénou. L'équipe chargée de la trajectoire de la sonde passe d'une navigation fondée sur le relevé des étoiles à une navigation reposant sur l'exploitation des images de la surface de Bénou. Sur cette orbite, aucune donnée scientifique n'est collectée. Son but est de permettre à l'équipe chargée de la navigation d'acquérir de l'expérience. L'orbite se révèle très stable (aucune correction n'est nécessaire les 30 premiers jours) malgré la faiblesse du champ gravitationnel généré par l'astéroïde. Celui-ci génère une force du même ordre de grandeur que celle produite par la pression radiative exercée par le rayonnement solaire. Pour équilibrer cette dernière force, OSIRS-REx se maintient perpendiculaire au rayonnement solaire en survolant en permanence le terminateur de l'astéroïde. L'équipe scientifique constate dans cette phase, en examinant les images de la surface, que la surface comporte beaucoup de cratères d'impact, alors que ceux-ci devraient être progressivement effacés par les mouvements de terrain suscités par la faible cohésion de l'astéroïde, constitué par un empilement de roches peu compact. La densité des cratères implique que la surface a un âge compris entre 100 millions et 1 milliard d'années. La surface est très lisse, et les seules zones favorables à un prélèvement ont tout au plus de 10 à 20 mètres de diamètre, alors que la mission avait été conçue pour des zones sans obstacle de 100 mètres de diamètre.

### Reconnaissance détaillée (mars-juin 2019)

Vue tridimensionnelle de Bénou établie à l'aide des données recueillies par l'altimètre laser OLA. La couleur indique la distance entre la surface et le centre de Bénou. La surface bleue est environ 60 mètres au-dessous des sommets signalés en rouge.

Durant la  première partie de la phase d'étude détaillée, qui se déroule entre mars et avril 2019, plusieurs instruments sont utilisés de manière simultanée pour cartographier Bénou et déterminer ses caractéristiques spectrales, thermiques et géologiques. Durant cette phase, la sonde spatiale circule sur une orbite plus haute que l'orbite A, à environ 3,4 kilomètres du centre de l'astéroïde. Les photos sont réalisées depuis quatre positions de l'orbite. Les données recueillies permettent de déterminer la forme de l'astéroïde et de dresser une carte globale de la surface, avec une résolution de 4 centimètres, ainsi que des cartes thématiques sur des zones présentant un intérêt scientifique ou constituant un risque pour la sonde spatiale.
Durant la deuxième partie de la phase détaillée, qui se déroule entre avril et juin 2019, la sonde spatiale s'éloigne un peu plus (à environ 5 kilomètres du centre de l'astéroïde), et effectue les prises d'images depuis sept positions différentes situées sur l'équateur. L'objectif est de construire des modèles permettant de déterminer comment la lumière du Soleil est réfléchie par la surface sous différents angles d'éclairage. Une carte des caractéristiques thermiques est également dressée, pour déterminer les régions, intéressantes ou encore à éviter, pour le prélèvement d'échantillons, mais également pour contribuer aux études géologiques ultérieures. À l'issue de cette phase, 12 sites d'atterrissage potentiels sont identifiés.

### Orbite  B (juin-août 2019)

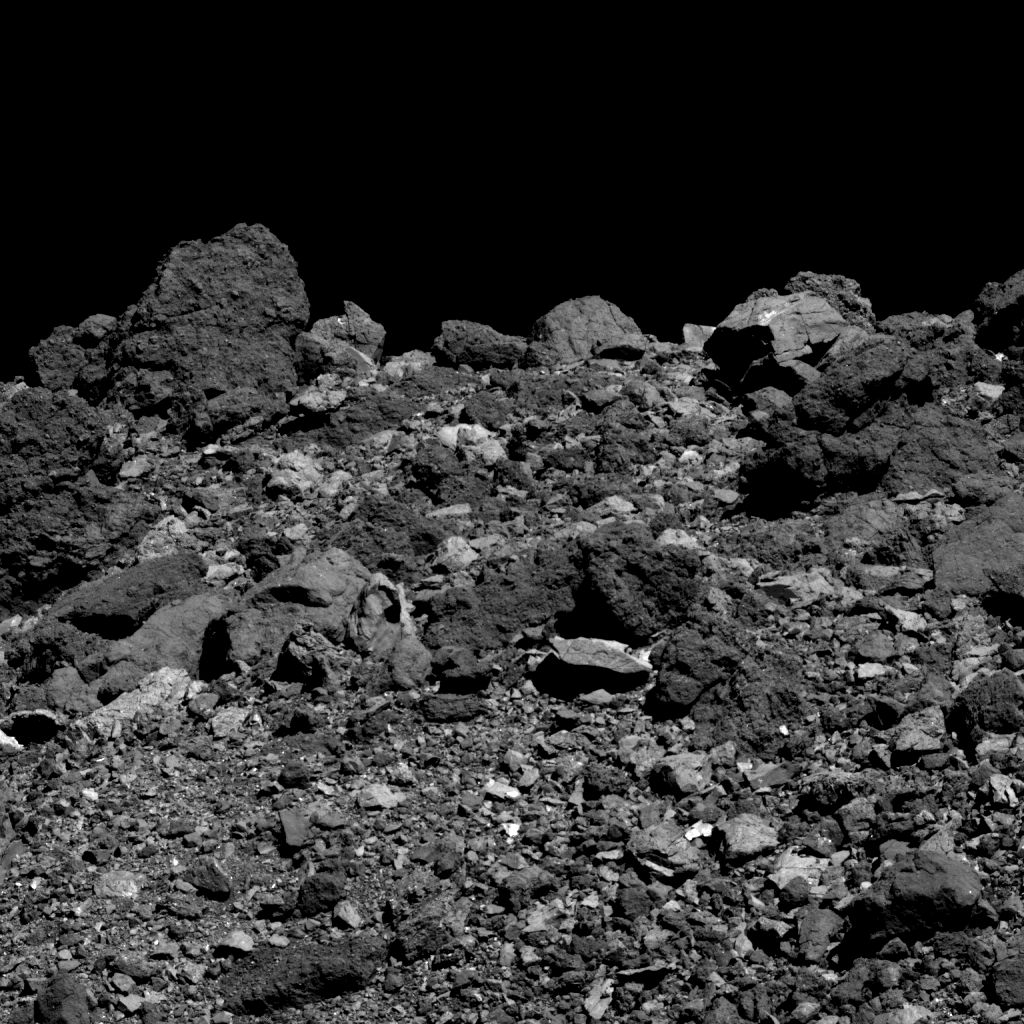
La surface de Bénou couverte de rochers a nécessité de revoir les critères de sélection du site de prélèvement de l'échantillon de sol. Cette photographie prise à une distance de 3.6 kilomètres montre une zone large de 52 mètres. Le plus gros des rochers en haut à gauche est large de 14.5 mètres.

Sur une orbite plus rapprochée (orbite B), les instruments de la sonde spatiale effectuent une cartographie plus détaillée, qui permet d'identifier des sites potentiels pour le prélèvement d'échantillons du sol. Compte tenu du relief tourmenté de la surface, l'équipe projet a dû adapter son plan initial, d'une part en réduisant la taille des zones dégagées autour du site de prélèvement de 50 mètres à 5-10 mètres, et d'autre part en modifiant la méthode de navigation de la sonde spatiale lors de l'opération de prélèvement. Celle-ci se dirigera vers le sol de manière autonome, en utilisant les images prises par les caméras embarquées pour atteindre le site choisi tout en évitant les obstacles. Fin août 2019, l'équipe scientifique sélectionne quatre sites d'atterrissage potentiels présentant un intérêt scientifique (présence de minéraux hydratés et de matériaux riches en carbone...) et comportant du régolite et des roches de moins de 2,5 centimètres de diamètre (taille compatible avec le fonctionnement du système de prélèvement TAGSAM). Deux de ces sites se trouvent près de l'équateur, et deux autres sont plus proches des pôles. Les sites sélectionnés sont baptisés avec des noms d'oiseaux originaires d'Égypte, pour rester dans la thématique de Bénou (nom d'un héron mythologique égyptien). Ces quatre sites sont :
- Kingfisher (martin-pêcheur) est situé près du renflement équatorial et contient des matériaux provenant à la fois des hémisphères nord et sud. C'est un petit cratère relativement jeune, qui doit donc contenir des matériaux qui n'ont pas été altérés par leur exposition à la surface depuis très longtemps. Des quatre sites, c'est celui où la signature spectrale de l'eau est la plus forte;
- Osprey (balbuzard) situé 32 degrés à l'est de Kingfisher, présente la signature spectrale du carbone la plus forte. On y trouve plusieurs types de roches, avec une grande variété d'albédos et de couleurs, ainsi qu'une grande plaque de régolite sombre qui présente un grand intérêt;
- Nightingale (rossignol) situé à mi-chemin de l'équateur et du pole nord (latitude 56°) comprend une grande quantité de matériaux d'une granularité fine, qui en fait un endroit adapté au prélèvement d'un échantillon. Le régolite présente de grandes variations de couleur qui indiquent qu'il est composé de matériaux très variés;
- Sandpiper (chevalier guignette) est situé à la latitude 47° sud. Les environs sont caractérisés par la présence de  rochers et des pentes importantes qui peuvent rendre le prélèvement risqué. L'intérêt du site est lié à l'existence de deux cratères d'impact récents qui ont mis à nu des matériaux provenant du sous-sol faiblement altérés. On y trouve des minéraux hydratés et des matériaux de brillance variée indiquant des sources diversifiées.

Le 8 aout 2019 l'Union Astronomique Internationale décide de baptiser les principales caractéristiques du relief de Bénou de noms d'oiseaux réels ou mythologiques.

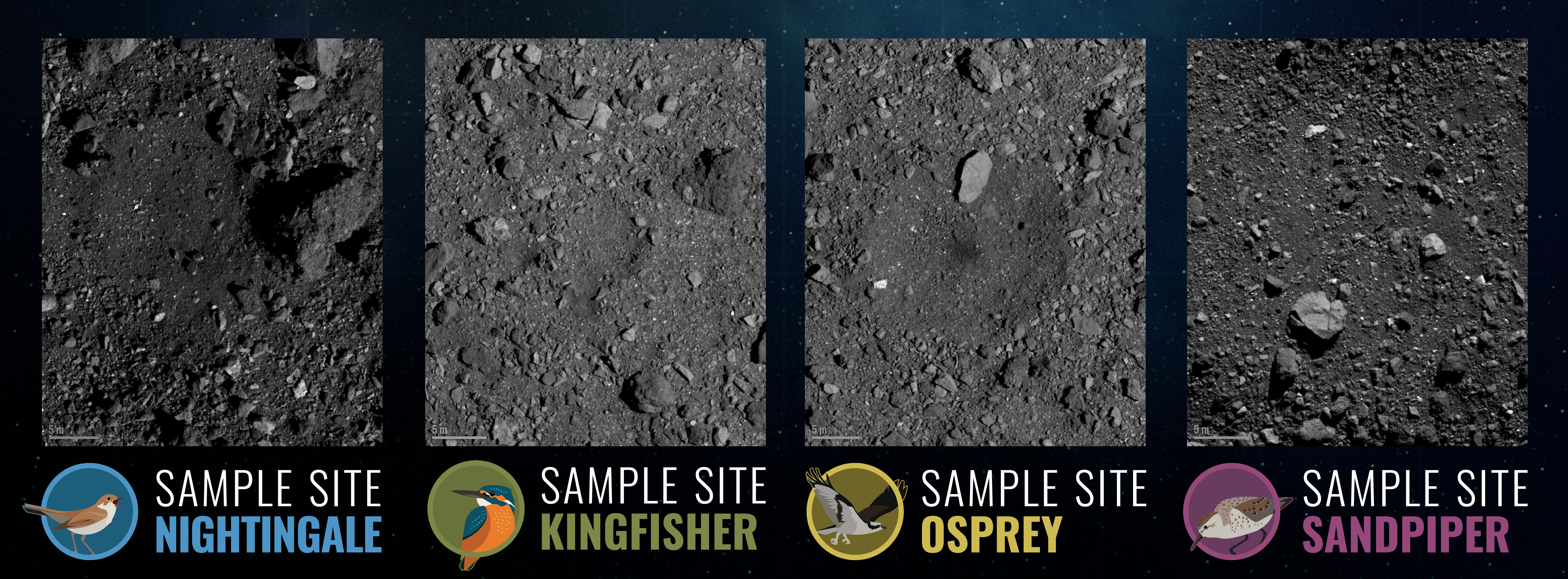
Les quatre sites pré-sélectionnés pour le prélèvement d'échantillons.

### Sélection du site de prélèvement (septembre-décembre 2019)
Durant la phase de reconnaissance, qui se déroule entre septembre et décembre 2019, la sonde spatiale étudie de manière détaillée les quatre sites sélectionnés, en circulant sur une orbite située à 1,7 kilomètre d'altitude. En s'approchant jusqu'à 225 mètres du sol, la caméra Polycam réalise des photos à haute définition des sites pour vérifier que la taille des roches présentes à la surface est compatible avec le fonctionnement du système de prélèvement d'échantillons de sol et ne présente pas un risque pour la sonde spatiale. L'équipe projet sélectionne le 12 décembre  le site d'atterrissage  Nightingale. Le choix est effectué  sur deux critères : la quantité de matériaux constitués de grains de petite taille et la facilité d'accès. Le site de rechange est Osprey,. Les deux sites remplissent  plusieurs exigences : 
- au moment du prélèvement, le Soleil doit être au moins à 5 degrés au-dessus de l'horizon, mais les heures les plus chaudes (Soleil vers le zénith) doivent être évitées ;
- la sonde spatiale doit pouvoir communiquer avec la Terre (Bénou ne s'interpose pas);
- le Soleil doit être également dans une direction précise.

### Répétition de la séquence de prélèvement d'échantillon (janvier-aout 2020)

Répétition du prélèvement d'échantillons d'avril 2020. Le système de prélèvement TAGSAM est entièrement déployé à 65 mètres de la surface.

Deux répétitions de la séquence prélèvement d'échantillon sont effectuées pour valider le déroulement des différentes étapes. La première répétition a lieu le 14 avril. La sonde spatiale quitte son orbite qui la maintient à un kilomètre de la surface et passe à moins de 65 mètres de celle-ci avant de réintégrer son orbite. L'un des objectifs assignés à cette répétition est de prendre des images à haute résolution du site sélectionné pour le prélèvement. La deuxième répétition a lieu le 12 aout 2020. Trois des quatre étapes de la procédure de prélèvement sont réalisées : le changement d'orbite, l'étape de vérification autonome de la vitesse et de la position et enfin la synchronisation avec la vitesse de rotation de l'astéroïde. La descente vers le sol n'est interrompue que lorsque la distance n'est plus que de 40 mètres. L'objectif de cette répétition est de vérifier que OSIRIS-REx peut étendre le bras du système de prélèvement, valider le fonctionnement des communications avec la Terre durant la descente et de vérifier que le système de contrôle d'attitude parvient à maintenir le système de prélèvement perpendiculaire à la surface en utilisant les roues de réaction.  

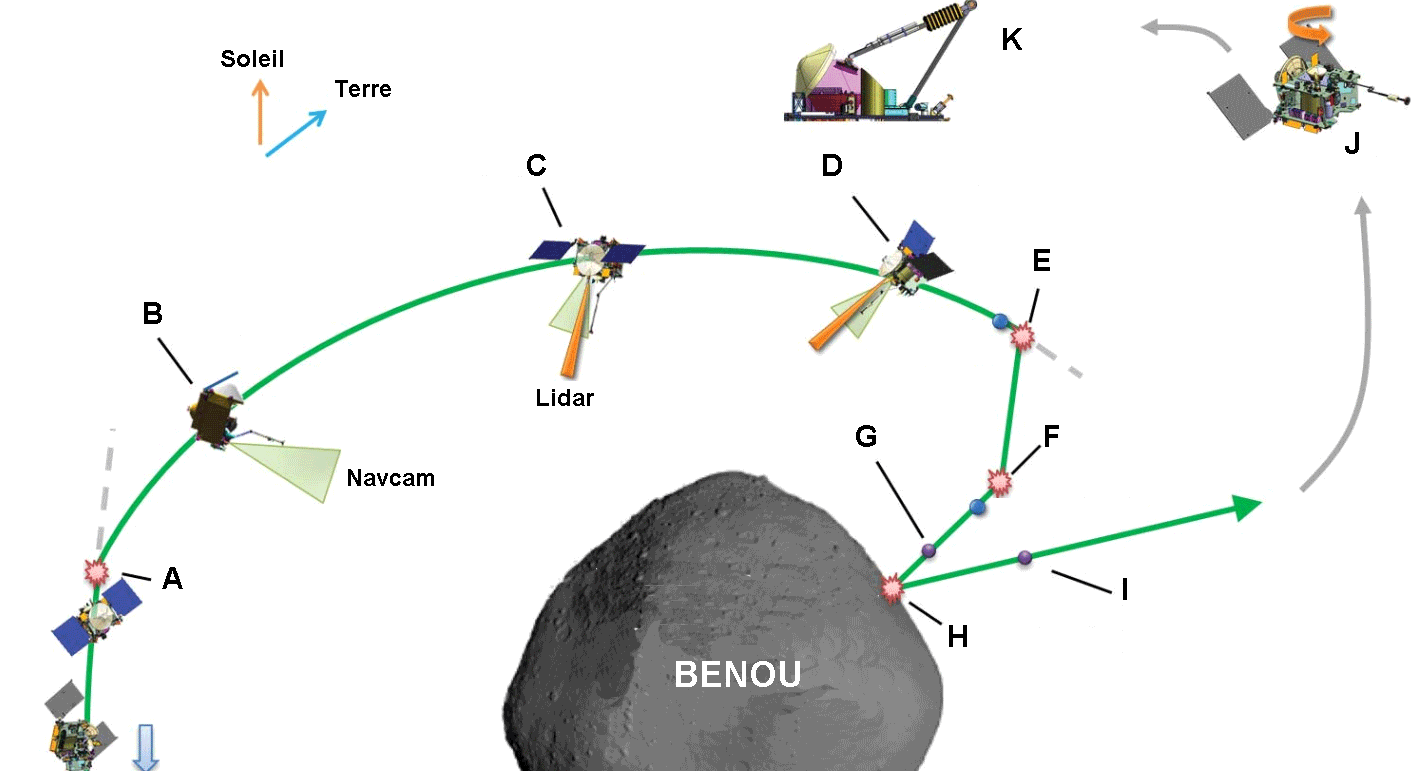
Déroulement des opérations de prélèvement d'échantillon : A : début de la séquence (H-), B : déploiement du système de prélèvement (T-242 min), C : activation du lidar (T-85 min), D : configuration atterrissage (T-31 min), E : point d'arrêt à 125 mètres (T-20 min), F : point d’arrêt à 55 mètres (T-10 min), G : armement des bouteilles d'azote (T-50 s), H : atterrissage, prélèvement de l'échantillon, marche arrière (T+5 s), I : retour à une configuration de vol, J : photo et mesure de la masse de l'échantillon, K : stockage de la tête du système de prélèvement dans la capsule de retour.

### Prélèvement de l'échantillon de sol (20 octobre 2020)

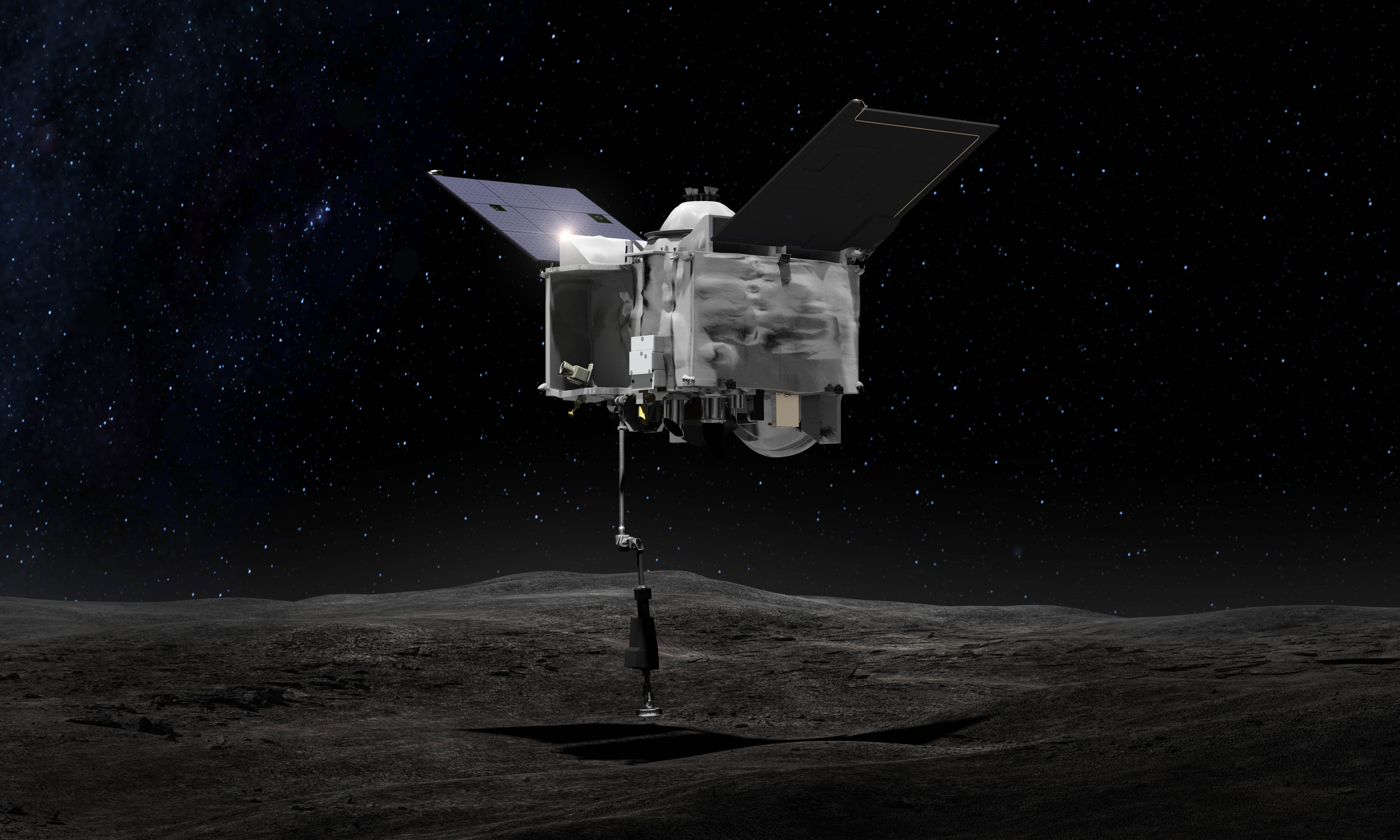
Le prélèvement est effectué avec les panneaux solaires relevés vers le haut, pour éviter qu'ils soient endommagés par l'éjection du régolite tandis que la perche supportant le système de prélèvement TAGSAM est étendue vers le bas et est la seule partie de la sonde spatiale en contact avec le sol (vue d'artiste).

La collecte des échantillons du sol de Bénou du 20 octobre : les photos sont prises à partir du moment où la sonde spatiale n'est plus qu'à 25 mètres du sol jusqu'à son retour à une altitude de 13 mètres (montage des photos prises à un intervalle de 1.25 secondes par la caméra SamCam).

La sonde spatiale OSIRIS-REx effectue sa première tentative réussie de prélèvement d'échantillons de sol de l'astéroïde le 20 octobre. Le site choisi, Nightingale, est un espace rocheux d'un diamètre de 15 mètres situé dans l'hémisphère nord de Bénou. Il a été choisi parce que, sur son périmètre, le sol est recouvert de matériaux à grains fins et ne comporte pas d'obstacles susceptibles de gêner le déroulement des opérations. Mais sur son périmètre se trouvent des rochers de la taille d'une maison. La sonde spatiale doit donc, de manière autonome, effectuer une manœuvre de précision pour ne pas heurter un de ces rochers. Les opérations débutent lorsque la sonde spatiale quitte son orbite située à 770 mètres de la surface et commence à se rapprocher lentement de celle-ci. Le système de prélèvement est déployé et les panneaux solaires sont inclinés vers le haut de manière à éviter qu'ils ne soient endommagés par les éjections. La sonde spatiale est à ce moment située à 334 millions de kilomètres de la Terre : un signal radio met 18,5 minutes à parvenir jusqu'au contrôleur au sol et si celui-ci envoie une commande en réaction à une information de la sonde, elle arrive au moins 37 minutes après l'envoi de cette dernière. Compte tenu de cette contrainte, toutes les opérations qui vont se dérouler sont menées par la sonde spatiale de manière autonome. 
Quatre-vint-dix minutes après avoir quitté l'orbite, le logiciel de navigation embarqué NFT (Natural Feature Tracking) commence à comparer les images de la surface avec des photos de référence prises auparavant et, sur la base des résultats obtenus, corrige éventuellement la trajectoire. Au bout de quatre heures, la sonde spatiale atteint un premier point situé à 125 mètres de la surface et elle y effectue une manœuvre pour ajuster sa position puis accroît sa vitesse de descente vers la surface. Onze minutes plus tard, alors qu'elle se trouve à 54 mètres d'altitude, la sonde spatiale réduit sa vitesse et ajuste sa vitesse orbitale de manière à la faire coïncider avec la vitesse de rotation de Bénou. La sonde spatiale descend alors verticalement vers la surface  avec une vitesse résiduelle de 10 cm/s (0,36 km/h). Alors que la sonde spatiale est sur le point de prendre contact avec le sol, le logiciel NFT vérifie que la sonde ne se dirige pas vers une zone qui a été cataloguée comme dangereuse durant les opérations de reconnaissance (Si cela avait été le cas, la sonde spatiale aurait annulé la descente avant que l'altitude n'atteigne 5 mètres). La tentative du 20 octobre (22h08 UTC) se déroule de manière nominale. Le bras robotisé au bout duquel se trouve le système de prélèvement TAGSAM  touche la surface (c'est la seule partie de la sonde spatiale à toucher la surface) à seulement un mètre du centre de la zone sélectionnée, et reste en contact avec celle-ci durant 5 à 6 secondes. Un jet de gaz (azote) provenant d'un des trois réservoirs disponibles est expulsé du TAGSAM, ce qui soulève des particules de sol et de petites roches. Une partie d'entre elles sont récupérées par le système de prélèvement. La sonde spatiale utilise alors sa propulsion pour s'éloigner du sol à une vitesse de 40 cm/s. Les photos prises par SamCam montrent que la tête du système de prélèvement a réduit en poussières de petites roches au moment du contact et que le jet de gaz a soulevé un nuage de particules, gages du succès probable du prélèvement,, ,.

### Confirmation de la réussite du prélèvement

Cette série de photos prises le 22 octobre montre que des roches s'échappent du TAGSAM deux jours après leur prélèvement.

Au cours des jours suivant le prélèvement, les instruments d'Osiris-Rex sont chargés de confirmer le succès de l'opération. Cette confirmation est obtenue, d'une part, en étudiant les images de TAGSAM prises avec la caméra SamCam pour déterminer si celui-ci contient des échantillons de sol. L'objectif de la mission étant de recueillir une masse d'échantillons comprise entre 60 grammes et 2 kilogrammes, celle-ci, d'autre part, devait être mesurée en étendant le bras avec TAGSAM à son extrémité et en mettant en rotation la sonde spatiale autour d'un axe perpendiculaire au bras. La masse supplémentaire contenue dans le TAGSAM devait être évaluée en comparant le moment d'inertie de la sonde spatiale à ce qu'il était avant le prélèvement. Compte tenu des marges d'erreur de cette méthode de mesure, l'objectif était considéré comme atteint si la valeur obtenue était d'au moins 150 grammes. Les images prises le 22 octobre confirment que le TAGSAM contient une quantité importante de régolithe et de petites roches mais elles montrent également qu'une partie s'en échappe lentement. Une des feuilles mobiles en mylar, censée empêcher les échantillons de quitter le TAGSAM, est en effet bloquée en position ouverte par des roches dont la taille ne leur permet pas de passer l'ouverture. Pour limiter ces pertes, les responsables de la mission décident d'annuler l'opération de pesée prévue le 24 octobre. Le stockage du TAGSAM dans la capsule SRC qui doit le ramener sur Terre, initialement prévu le 2 novembre, est avancé,. Si le résultat du premier prélèvement avait été négatif, il était prévu que la sonde spatiale puisse faire deux nouvelles tentatives. Si l'une de celles-ci était effectuée sur le site de secours Osprey, elle aurait eu lieu en janvier 2021.

### Stockage du TAGSAM dans la capsule
La délicate opération de stockage du TAGSAM dans la capsule débute le 27 octobre 2020. Elle comprend plusieurs étapes dont l'achèvement est vérifié à chaque fois par les équipes sur Terre à l'aide des images prises par une caméra dédiée (la StowCam). L'opération est longue car chaque échange avec la Terre dure 18,5 minutes dans chaque sens. Le TAGSAM est amené progressivement par le bras au-dessus de la capsule qui a été ouverte en vérifiant qu'il est parfaitement aligné au-dessus de sa future position de stockage. Les images montrent que de petites roches s'échappent du TAGSAM durant cette opération et l'équipe au sol vérifie qu'aucune d'entre elles risque d'empêcher la fermeture de la capsule. Le TAGSAM est alors placé dans la capsule sur un berceau comportant des crochets qui sont verrouillés. Le bras tente de soulever le TAGSAM pour s'assurer que celui-ci est solidement arrimé à la capsule. La sonde spatiale déclenche alors la séparation du bras et du TAGSAM en coupant d'abord le tuyau amenant l'azote jusqu'au TAGSAM puis en séparant les deux pièces mécaniques qui servent d'attache. Le 28 octobre au soir la capsule est refermée,. La quantité de sol prélevée est évaluée à 250 grammes +/- 101 grammes.

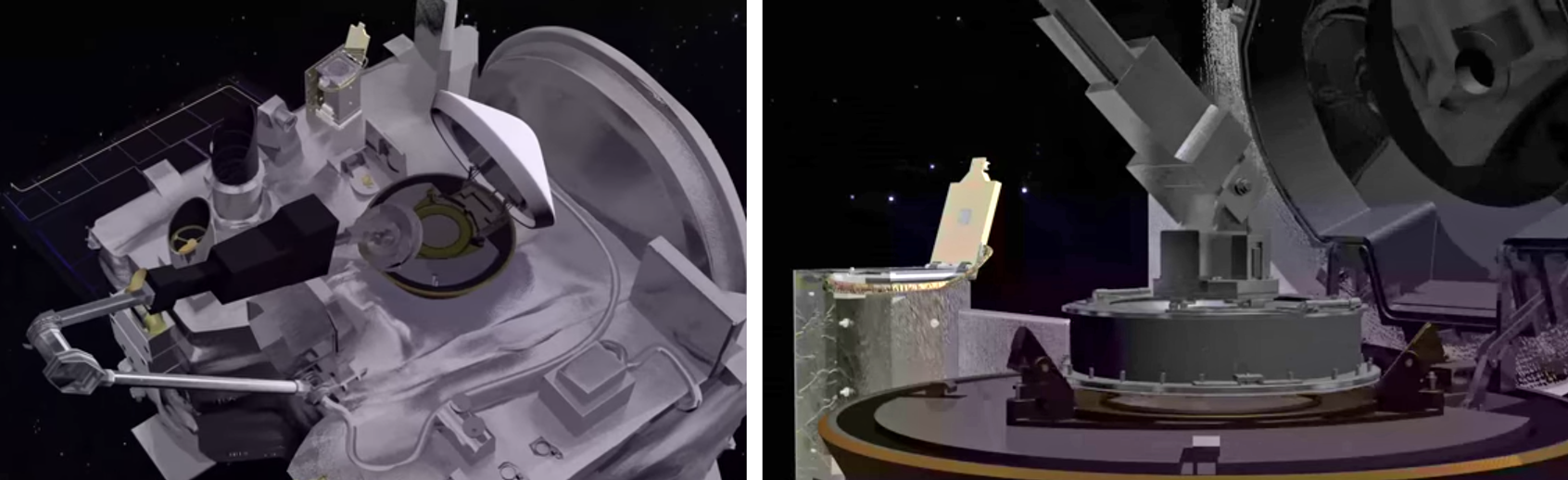
Le TAGSAM est déposé dans la capsule SRC qui doit ramener les échantillons du sol de Bénou sur Terre.

### Retour sur Terre (mai 2021-septembre 2023)

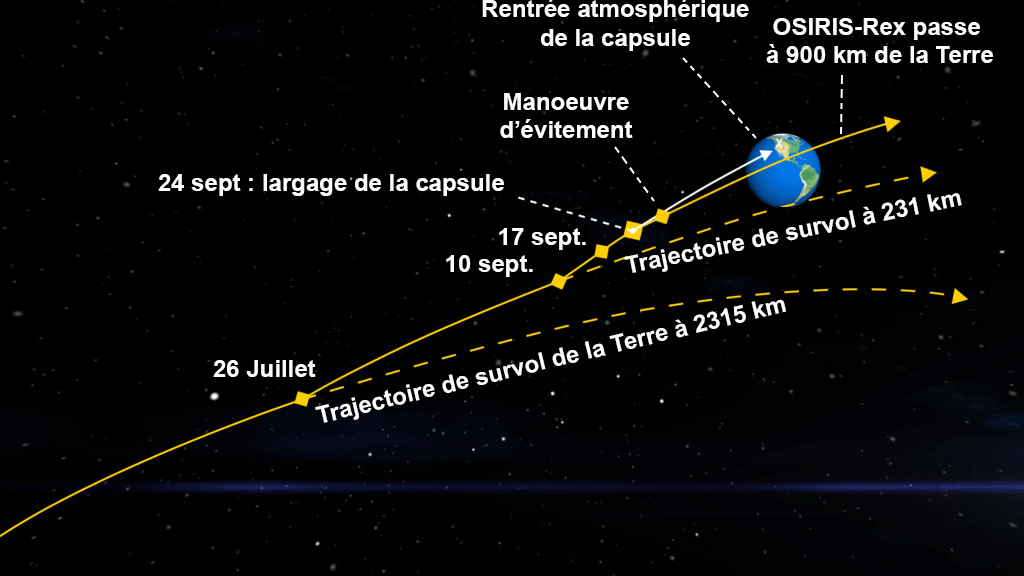
Corrections de trajectoire de la sonde spatiale OSIRIS-REx avant et après le largage de la capsule d'échantillons.

La sonde spatiale continue ses observations depuis l'orbite après que la capsule s'est refermée. Le 10 mai 2021 une fenêtre de lancement favorable s'ouvre pour le retour sur Terre et OSIRIS-REx quitte le voisinage de l'astéroïde. À l'aide de sa propulsion, la sonde spatiale augmente sa vitesse de 0,32 km/s, ce qui la place sur une trajectoire balistique (sans recours supplémentaire à la propulsion) permettant un rendez-vous avec la Terre le 24 septembre 2023. 
Depuis les premières études sur la mission, les performances du lanceur Atlas V ont régulièrement progressé. Par ailleurs, la sonde spatiale a été développée avec une marge de masse qui n'a finalement pratiquement pas été utilisée. La combinaison de ces deux facteurs permet d'embarquer théoriquement plus d'ergols que prévu (le réservoir peut en contenir 140 kilogrammes de plus que les 1 095 kilogrammes programmés). Avec ce supplément de carburant, on peut envisager que la sonde spatiale reprenne le chemin de la Terre plus tôt que prévu (janvier 2020 au lieu de mai 2021), car elle disposerait de suffisamment d'ergols pour cette trajectoire moins optimale, qui demande un delta-V de 935 m/s contre 328 m/s selon les plans initiaux. Cette option n'est finalement pas retenue. Plusieurs corrections de trajectoire de faible ampleur sont effectuées peu avant le survol de la Terre les 26 juillet, 10 septembre et 17 septembre 2023 pour ajuster la trajectoire. La dernière, qui modifie la vitesse de la sonde spatiale de 3 millimètres/seconde, permet de décaler le site d'atterrissage de 12,5 kilomètres vers l'est en le placçant au centre de la zone retenue, une ellipse de 58 sur 14 kilomètres située dans le Polygone de test et d'entraînement de l'Utah.

### Rentrée atmosphérique de la capsule contenant les échantillons (24 septembre 2023)

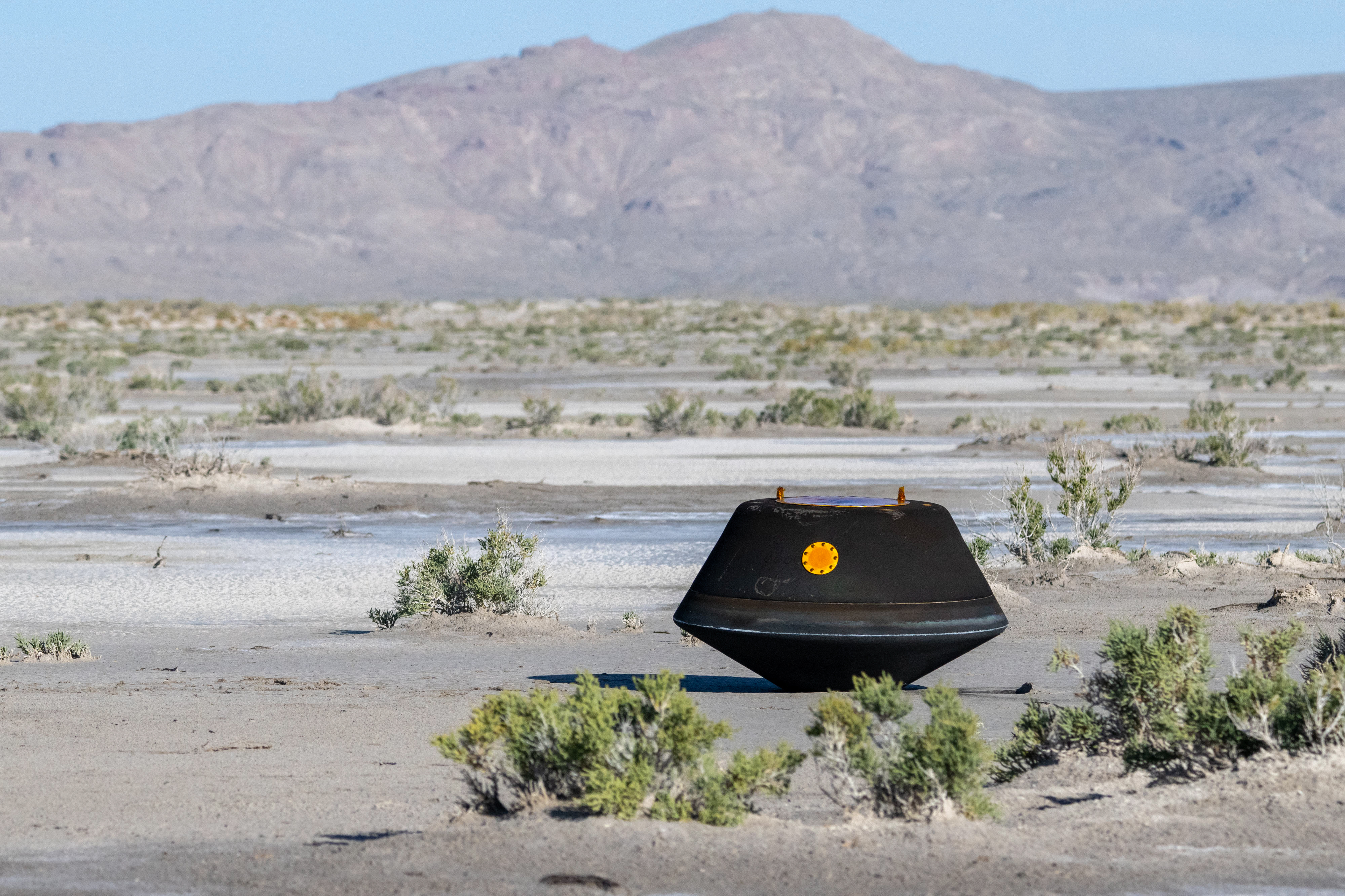
La capsule contenant les échantillons de sol de l'astéroïde peu après son atterrissage dans le désert du Polygone de l'Utah.

Quatre heures avant le survol de la Terre, alors que celle-ci est distante de 102 000 kilomètres, la sonde spatiale OSIRIS-REx largue la capsule contenant l'échantillon en réponse à une commande envoyée par les opérateurs au sol,. La sonde spatiale effectue ensuite une manœuvre (changement de vitesse de 17,5 m/s) qui lui permet d'éviter la Terre et de se placer sur une orbite héliocentrique (autour du Soleil) stable. De son côté la capsule contenant l'échantillon pénètre dans l'atmosphère terrestre à une vitesse de 12,2 km/s. La capsule est freinée dans les couches supérieures de l'atmosphère : 99 % de son énergie cinétique devrait être dissipée sous la forme de chaleur, portant son bouclier thermique à des températures atteignant plusieurs milliers de degrés. À environ 3 kilomètres du sol, un parachute est déployé et la capsule effectue un atterrissage en douceur dans le Polygone de test et d'entraînement de l'Utah (une zone désertique déjà utilisée pour la récupération de la capsule de la mission Stardust) le 24 septembre à 16h TU (18h heure française) soit environ  7 ans après son lancement. Des équipes de récupération embarquées à bord de quatre hélicoptères s'envolent avant même l'atterrissage pour récupérer le plus rapidement possible la capsule. Pour localiser la capsule celle-ci est repérée par des instruments embarqués dans les hélicoptères  dans la haute atmosphère grâce à sa signature infrarouge puis par des moyens optiques. Après récupération, elle est transportée dans un premier temps dans une salle blanche provisoire installée dans un bâtiment existant du polygone pour extraire le container contenant les échantillons. Puis celui-ci est transportés par avion au centre spatial Johnson de Houston (Texas). Les échantillons sont remis à un laboratoire équipé d'instruments permettant d'analyser sa composition chimique,,,,. Un incident, qui aurait pu avoir des conséquences catastrophiques, est survenu au cours de la descente : le parachute de freinage ne s'est pas déployé comme prévu, mais le parachute principal a pu compenser entièrement l'excès d'énergie cinétique. Par chance la présence non prévue du parachute de freinage n'a pas gêné le déploiement du parachute principal et ce dernier a rempli sa mission malgré l'absence de l'action stabilisatrice du parachute de freinage,.

Opérations de récupération de la capsule au sol
Examen préliminaire de la capsule immédiatement après son atterrissage par des responsables de la mission.
La capsule est emballée sur le site d'atterrissage.
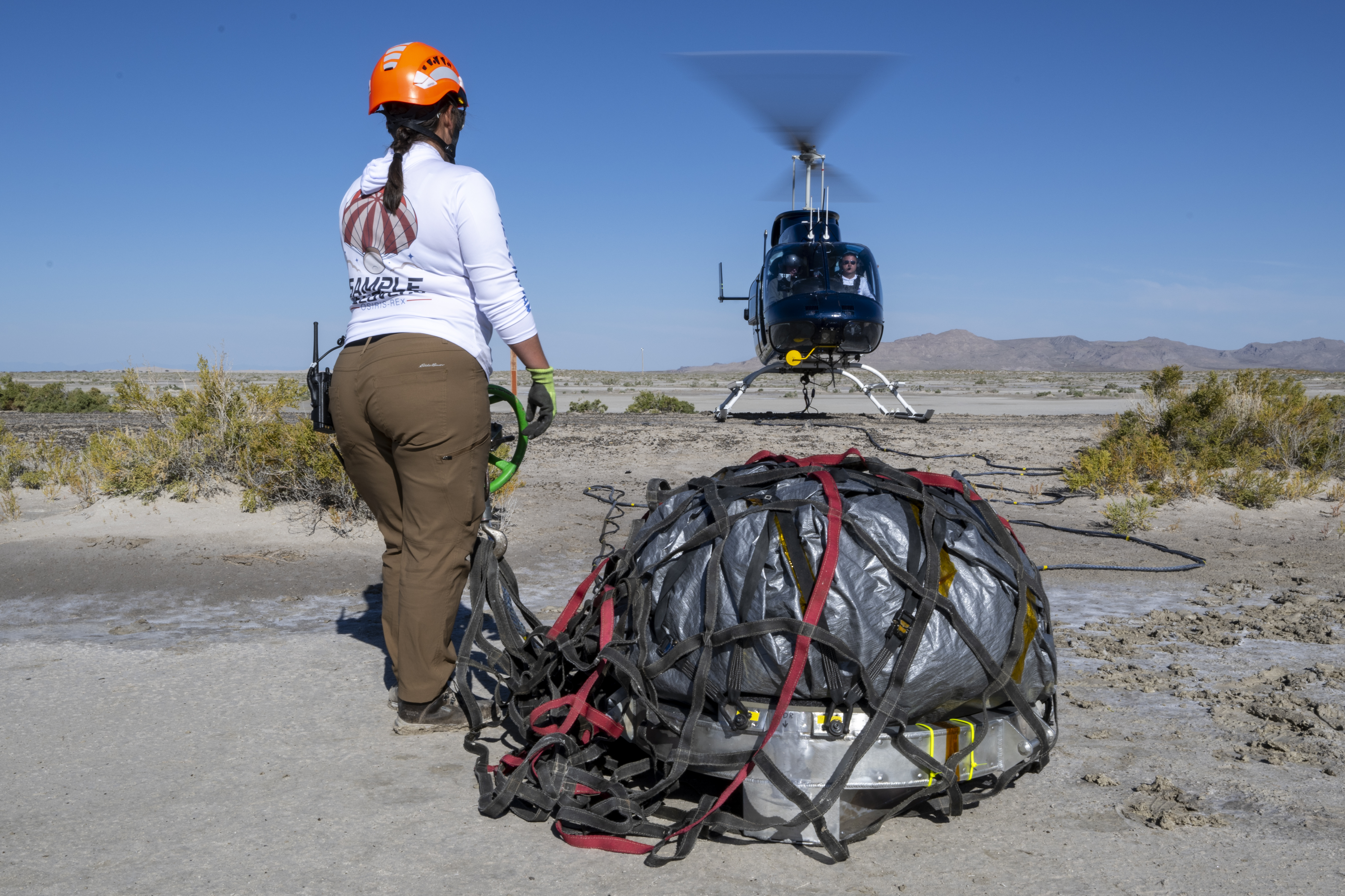
Préparatifs en vue de l'hélitreuillage.
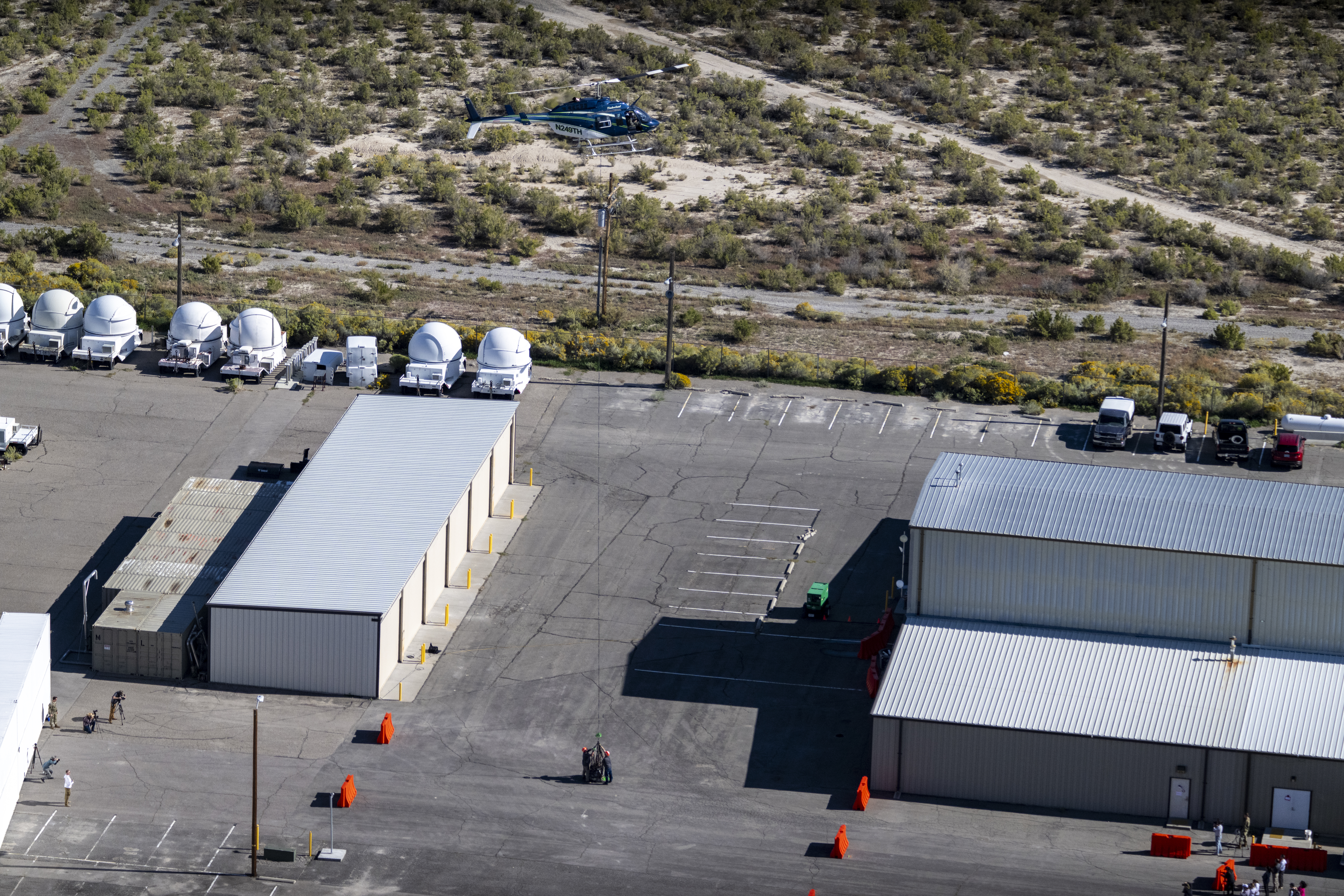
Dépose de la capsule près de la salle blanche provisoire édifiée dans le polygone de l'Utah.

## Analyse des échantillons ramenés parOSIRIS-REx

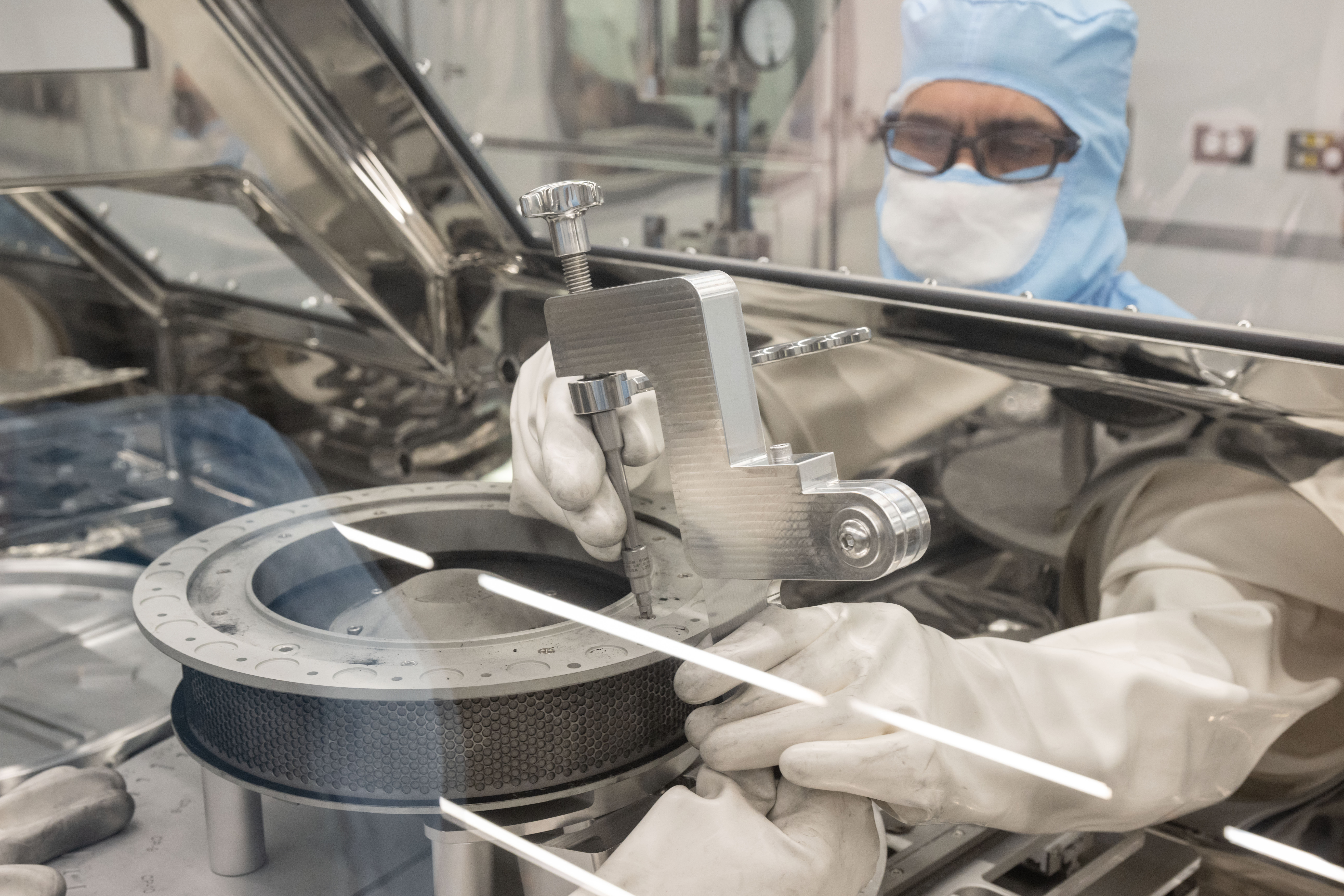
Un technicien utilise un outil développé spécifiquement pour venir à bout des deux vis récalcitrantes de la capsule contenant les échantillons.

Une partie de l'échantillon de sol située dans la tête du système TAGSAM.

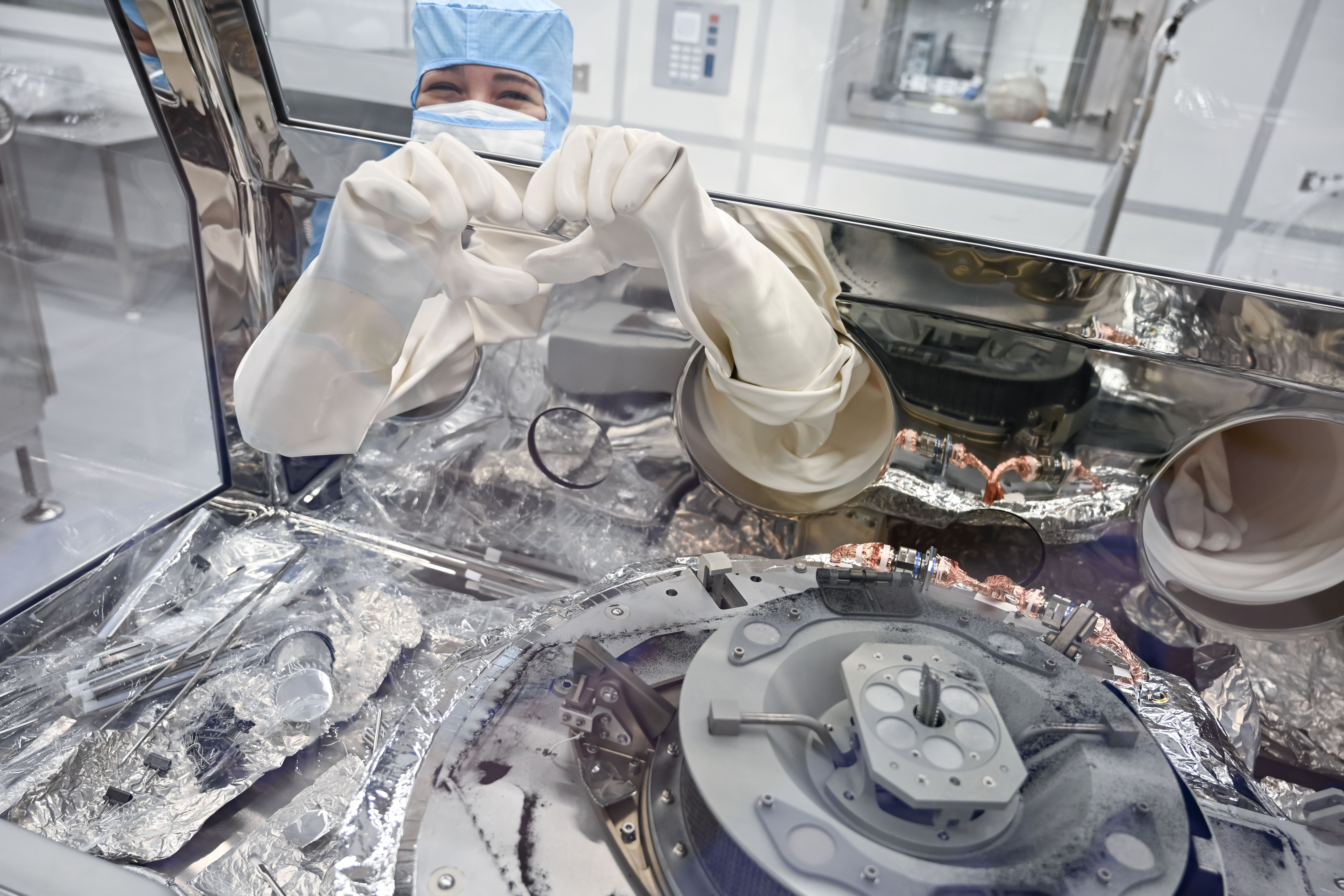
Opération de démontage de la capsule et récupération des échantillons de sol.

L'extraction des échantillons de sol de l'astéroïde contenus dans la capsule s'avère plus compliqué que prévu. Deux des 35 vis assurant l'étanchéité sont grippées et il faut près de 5 mois aux techniciens oeuvrant dans le batiment 31 du centre spatial Johnson pour récupérer la totalité de la matière collectée. A cet effet ils développent un outil utilisable dans la boite à gants qui permet de venir à bout des vis récalcitrantes sans contaminer les échantillons. Ces opérations s'achèvent fin janvier 2024. La masse totale de l'échantillon est finalement de 121,6 grammes, soit la moitié de ce qui avait été estimé durant le vol (250 grammes) mais largement plus que l'objectif fixé à la mission (60 grammes). A titre de comparaison la mission japonaise Hayabusa 2, qui a mené une mission similaire à la même époque, n'a pu ramener que 5,4 grammes du sol de l'astéroïde Ryugu.
L'analyse des échantillons du sol de l'astéroïde ramenés par OSIRIS-REx doit s'étaler sur 2 ans. Il est prévu que 11,5 grammes (avec une marge de 3,5 grammes) fassent l'objet d'une analyse immédiate tandis que 70% de l'échantillon sera stocké pour des analyses futures lorsque de nouvelles techniques d'analyse auront été mises au point (cette procédure a également été appliquée aux échantillons de sol de la Lune ramenés par les astronautes des missions Apollo. Celle-ci consiste à déterminer les éléments chimiques présents et leur composition isotopique. À partir de ces résultats, les scientifiques vont essayer de reconstituer le passé de l'astéroïde : l'origine des éléments qui le composaient avant que la nébuleuse ne devienne le Système solaire, la manière dont ceux-ci ont évolué au sein de la nébuleuse et les caractéristiques du corps céleste dont l'astéroïde a peut-être fait partie. Ces données seront utilisées pour valider les hypothèses émises sur l'évolution chimique et dynamique du Système solaire. Par ailleurs, les caractéristiques thermiques des échantillons sont mesurées pour affiner l'impact de l'effet Yarkovsky sur l'orbite de Bénou. Enfin, les résultats des analyses effectuées doivent permettre d'étalonner les mesures effectuées à distance (par le biais de télescopes…). Les 45 grammes restants sont archivés pour analyse par les générations suivantes de scientifiques, qui disposeront d'une instrumentation plus performante pour valider les modèles de formation du Système solaire qui seront alors en vigueur,.
Environ 6 mois après le retour de l'échantillon sur Terre, l'équipe d'OSIRIS-REx diffusera un catalogue fournissant suffisamment d'informations pour que la communauté scientifique puisse proposer des thèmes de recherche sur les échantillons. Durant le semestre suivant, l'équipe scientifique effectuera des mesures sur le sous-ensemble de l'échantillon qui lui est alloué pour remplir les objectifs de la mission. Des précautions particulièrement rigoureuses seront prises pour empêcher toute contamination des échantillons par des matériaux terrestres utilisés durant les manipulations. L'équipe a en particulier la volonté de tirer des leçons du déroulement des opérations menées sur les échantillons de la capsule Stardust.

## Suite de la mission de la sonde spatiale: l'étude d'Apophis (mission OSIRIS-APEX)

Trajectoire de la sonde spatiale entre son survol de la Terre en septembre 2023 et la fin de sa mission étendue en septembre 2030
OSIRIS-REx
99942 Apophis
Terre
Soleil.

Après le survol de la Terre et le largage de la capsule d'échantillons, la sonde OSIRIS dispose encore d'une quantité d'ergols suffisante pour entreprendre une nouvelle mission. En avril 2022 la NASA donne son feu vert à cette deuxième mission qui est baptisée OSIRIS-APEX (OSIRIS-Apophis Explorer). L'objectif de cette mission est de se placer en orbite autour de l'astéroïde géocroiseur rocheux,de type S, (99942) Apophis, pour en étudier les caractéristiques durant 18 mois. Cet objet céleste, de par sa taille évaluée mais encore incertaine (environ 350 x 170 mètres), et son orbite, constitue l'un des objets les plus menaçants pour la Terre qu'il devrait survoler à seulement 31 600 kilomètres en 2029. Le coût de la mission est évalué à 200 millions US$ et la responsabilité scientifique passe à Daniella Mendoza Della Giustina (en), adjointe de D. Lauretta lors de la première mission.
Pour mener à bien cette mission, la sonde spatiale a modifié sa trajectoire 30 jours après le largage de la capsule. Vers 2029, quelques jours après le passage d'Apophis au plus près de la Terre, la sonde spatiale se placera en orbite autour de l'astéroïde et commencera une étude d'une durée de 18 mois. Grâce à la panoplie d'instruments disponibles, une grande quantité de données scientifiques pourront être collectées. La sonde spatiale effectuera les mêmes investigations que celles réalisées lorsqu'elle était en orbite autour de Bénou. Il est prévu qu'elle descende jusqu'à la surface de l'astéroïde et qu'elle étudie les caractéristiques du sol en utilisant par exemple le souffle de ses moteurs-fusées pour soulever des particules du sol.
Pour cette seconde mission de la sonde OSIRIS, l'équipe scientifique rentre dans une Coopération spatiale internationale appelée AMON-RA+ (pour ApophisMONitoring-RamsesApexdestiny+) et regroupant les missions RAMSES, APEX et DESTINY+, afin de se coordonner entre elles. Cette décision a été entérinée par les responsables scientifiques des missions concernées début avril 2025 à l'Université de Tokyo à l'occasion de la semaine des Workshops Hera, Apophis - 4 et RAMSES.

## Premiers résultats scientifiques
Avant même le retour des échantillons du sol de l'astéroïde sur Terre, les instruments embarqués sur la sonde spatiale ont recueilli de nombreuses données qui ont permis d'en déduire plusieurs informations importantes sur les caractéristiques de Bénou et son processus de formation.

### Âge de l'astéroïde
Selon les modélisations en vigueur, les astéroïdes géocroiseurs de la taille de Bénou (de l'ordre du kilomètre de diamètre) devraient avoir une surface jeune et fréquemment refaçonnée, en raison de deux types de phénomènes : les collisions fréquentes dans la ceinture d'astéroïdes d'où proviennent ces corps, et les processus thermiques et de marée qui entrent en jeu à partir du moment où l'astéroïde devient un géocroiseur. Les observations basées sur le dénombrement des cratères d'impact de grande taille à la surface de Bénou montrent que celui-ci a un âge compris entre 100 millions et 1 milliard d'années, bien supérieur à ce qui est considéré comme la durée de vie moyenne d'un astéroïde géocroiseur. Bénou est couvert d'un très grand nombre de rochers fracturés dont la morphologie suggère l'influence d'impacts ou de processus thermiques sur une très grande échelle de temps.

### Formation
Bénou – comme Ryugu, l'astéroïde étudié par la sonde spatiale japonaise Hayabusa 2 –, est constitué d'un empilement de fragments d'un astéroïde parent brisé par une collision avec un autre corps céleste. Les fragments se sont agglomérés pour former un nouvel astéroïde. Les chercheurs ont tenté de déterminer à l'aide de simulations comment ce processus a abouti aux formes et aux caractéristiques minéralogiques des deux astéroïdes. Tous deux ont la forme d'une toupie avec un bourrelet équatorial prononcé. Cette forme était jusque là expliquée par l'effet YORP qui, en accélérant la vitesse de rotation, aurait fait migrer des matériaux depuis les pôles jusqu'à l'équateur. Mais la présence de cratères, parmi les plus anciens de Bénou, à la surface des bourrelets équatoriaux semble exclure cette explication. Les simulations indiquent que ce bourrelet a pu se former dès la création de l'astéroïde ou peu après. La surface des deux astéroïdes présente des différences d'hydratation. Deux hypothèses sont émises. Cela pourrait être dû à l'origine des fragments à partir de laquelle l'astéroïde s'est formé : ceux provenant du centre de l'astéroïde parent sont moins hydratés que ceux provenant de la surface. Une autre explication serait la distance des fragments par rapport à la zone d'impact ayant détruit l'astéroïde parent. Les fragments situés près de l'impact ont subi un échauffement plus prononcé et ont perdu une partie de leur eau. L'analyse des échantillons des deux astéroïdes après leur retour sur Terre devrait permettre de fournir de nouveaux éléments d'explication.

### Vitesse de rotation et environnement
Durant l'approche de l'astéroïde, une campagne d'observation a été menée pour détecter d'éventuels satellites d'une taille supérieure à quelques dizaines de centimètres. Aucun n'a pu être détecté. La quantité de poussière éjectée de la surface de Bénou a été évaluée à 150 grammes par seconde. La vitesse de rotation de Bénou accélère de manière continue, avec un taux de 3,63×10-6 degrés/jour², sans doute à cause de l'effet YORP.

### Structure interne
La structure interne de Bénou est caractérisée par une porosité importante. À partir des mesures du champ de gravité, les scientifiques ont déduit que la densité interne était très hétérogène. Le bourrelet équatorial est quant à lui peu dense. Cette caractéristique, ainsi que la présence de rochers de très grandes dimensions à sa surface, permettent de déduire que l'astéroïde est constitué d'une pile de débris. La présence d'arêtes allant du pôle nord au pôle sud, de longues failles et de glissements de terrain, indique un faible niveau de friction interne et/ou de cohésion. Les modèles permettent de déduire que Bénou s'est formé par accumulation de débris et que l'astéroïde a connu par le passé des périodes de rotation rapide qui expliquent sa forme de toupie. Actuellement Bénou évolue dans des conditions différentes, et la faible cohésion de ses constituants déclenche des glissements de terrain et la formation de failles,.

### Une surface hétérogène
Alors que les modélisations effectuées à partir de données recueillies par des mesures de polarisation du signal radar et de l'inertie thermique tablaient sur une surface lisse recouverte de particules d'un diamètre de l'ordre du centimètre, les images de Bénou montrent une surface d'une grande diversité. L'albédo, la texture, la taille des particules et la rugosité de la surface ne sont pas celles pour lesquelles la sonde spatiale a été conçue. Ce constat remet en cause la modélisation utilisée, qui lie l'inertie thermique à la taille des particules présentes à la surface. Les données recueillies montrent l'existence d'une grande diversité de taille des particules, avec des albédos complètement différents, qui démontrent que, selon le cas, elles proviennent des astéroïdes parents ou qu'elles se sont formées in situ. La stratégie de prélèvement d'échantillons reposait sur l'existence de zones de 50 mètres de diamètre, recouvertes de régolithe avec des grains d'un diamètre de l'ordre de deux centimètres. Les images prises par les caméras n'indiquent qu'un petit nombre de zones dégagées de tout relief, dont le diamètre ne dépasse pas 5 à 20 mètres, ce qui a imposé de revoir le processus de prélèvement.
Six roches d'une taille comprise entre 1,5 à 4,3 mètres de diamètre situées dans l'hémisphère sud et près de l'équateur sont nettement plus brillantes que tous les autres matériaux observés à la surface de Bénou. En se basant sur leur composition chimique, les scientifiques de la mission estiment probable que ces roches soient des fragments de l'astéroïde Vesta (vestoïdes). En utilisant le spectromètre infrarouge OVIRS, les chercheurs ont identifié la présence de pyroxène, une caractéristique typique des roches de Vesta.
Les chercheurs avaient déjà étudié sur d'autres corps célestes exposés au vide les conséquences sur l'évolution de leur surface des bombardements de météorites et des rayonnements (vent solaire, rayonnement cosmique). Les données recueillies sur Bénou ont permis de mettre en évidence un autre phénomène d'érosion spatiale : la fracturation thermique des roches résultant des changements de température. Ce processus modifie la taille et les formes des rochers en les réduisant progressivement en petits galets et en régolithe ce qui contribue à modifier au fil du temps l'apparence de la surface. Sur Bénou le cycle jour/nuit fait varier la température en surface  entre −73 °C et +127 °C. Les roches se dilatent le jour avant de se contracter de nuit ce qui finit par créer des fissures qui s'étendent progressivement. Les images recueillies par les caméras OCAMS ont montré des petites fractures de moins d'un centimètre, des phénomènes d'exfoliation de la surface des roches sur une épaisseur comprise entre 1 et 10 centimètres et des craquelures suivant une direction nord-sud qui ne peuvent résulter que d'un processus de fracturation thermique. Ce phénomène complique la datation des surfaces en introduisant un nouveau paramètre dont l'effet à long terme est difficile à évaluer et dont l'incidence varie fortement selon les corps célestes (il dépend de l'éloignement du Soleil, de la durée du jour et de la nature des roches).

### Présence de matériaux hydratés et riches en volatils
Conformément à ce qui était attendu, Bénou est composé de matériaux hydratés et riches en volatils. Ces caractéristiques sont déduites de la raie d'absorption à 2,7 micromètres (proche infrarouge) et de l'inertie thermique qui est très proche de celle des chondrites carbonées de type CM. Bénou pourrait faire partie des objets célestes ayant apporté des volatils et des composés organiques à la Terre, lors de la formation de celle-ci. Les matériaux organiques sont abondants et pourraient contenir du carbone sous les formes présentes en biologie ou associées à la biologie. Il est probable que les échantillons prélevés et ramenés sur Terre contiendront ces matériaux organiques, remplissant ainsi l'un des principaux objectifs de la mission. Des veines brillantes – parfois longues de plus d'un mètre et de plusieurs centimètres d'épaisseur – ont été observées sur des rochers et ont été identifiées comme étant du carbonate, lequel pourrait avoir été produit par des systèmes hydrothermaux qui auraient existé sur le corps céleste à l'origine de Bénou.